# سرب
سرب (‎/lɛd/‎) یک عنصر شیمیایی است که نماد شیمیایی آن Pb (برگرفته از واژه لاتین plumbum) و عدد اتمی آن ۸۲ است. این عنصر یک فلز سنگین است که چگالی آن از بیشتر مواد رایج بالاتر است. سرب دارای سختی موس کم و شکل‌پذیری بالا است و همچنین نقطه ذوب نسبتاً پایینی دارد. هنگامی که تازه بریده می‌شود، سطح آن به رنگ خاکستری براق با ته‌رنگی آبی است، اما پس از قرار گرفتن در معرض هوا، به رنگ خاکستری کدر تغییر می‌یابد. سرب دارای بالاترین عدد اتمی در میان ایزوتوپ‌های پایدار است و سه مورد از ایزوتوپهای آن نقطه پایان زنجیره واپاشی اصلی عناصر سنگین‌تر هستند.
سرب یک فلز پس‌واسطه نسبتاً غیرفعال است. ویژگی فلزی ضعیف آن با آمفوتر بودن آن مشخص می‌شود؛ سرب و اکسیدهای سرب با اسیدها و بازها واکنش نشان می‌دهند و تمایل به تشکیل پیوند کووالانسی دارند. ترکیب‌های شیمیایی سرب معمولاً در عدد اکسایش +۲ پایدارترند تا در +۴ که در اعضای سبک‌تر گروه کربن رایج است. استثناهای این قاعده عمدتاً به ترکیب آلی سرب محدود می‌شوند. همانند سایر اعضای این گروه، سرب تمایل دارد با خودش پیوند برقرار کند (catenation) و می‌تواند زنجیره‌ها و ساختارهای چندوجهی تشکیل دهد.
از آنجایی که سرب به‌راحتی از کانسنگهای خود استخراج می‌شود، مردمان پیشاتاریخ در خاور نزدیک با آن آشنا بودند. گالن، یکی از سنگ‌های معدنی اصلی سرب، اغلب دارای نقره نیز هست. علاقه به نقره موجب آغاز استخراج گسترده و استفاده از سرب در روم باستان شد. تولید سرب پس از سقوط امپراتوری روم غربی کاهش یافت و تا انقلاب صنعتی به سطح قابل مقایسه‌ای نرسید. سرب نقش مهمی در توسعه چاپ فشاری داشت، زیرا چاپ سربی را می‌توان به‌راحتی از آلیاژهای سرب قالب‌گیری کرد. در سال ۲۰۱۴، تولید سالانه جهانی سرب حدود ده میلیون تن بود که بیش از نیمی از آن از بازیافت به دست می‌آمد.
چگالی بالا، نقطه ذوب پایین، شکل‌پذیری و پایداری نسبی در برابر اکسایش-کاهش، سرب را به فلزی کاربردی تبدیل کرده است. این ویژگی‌ها، همراه با فراوانی نسبی و هزینه پایین، منجر به استفاده گسترده از آن در ساخت‌وساز، لوله‌کشی، باتری اسید-سرب، گلوله، ساچمه، جرم (فیزیک)، لحیمها، مسوارها، آلیاژهای گدازپذیر، رنگ سربی، تترااتیل‌سرب و محافظ‌های سربی شده است.
سرب یک نوروتوکسین است که در بافت‌های نرم و استخوان‌ها تجمع می‌یابد. این عنصر به سیستم عصبی آسیب می‌زند و با اختلال در عملکرد آنزیمهای زیستی، باعث اختلال عصبی می‌شود که می‌تواند از مشکلات رفتاری تا آسیب مغزی متغیر باشد. همچنین، بر سلامت عمومی، سیستم‌های قلبی‌عروقی و کلیوی تأثیر منفی می‌گذارد. سمیت سرب نخستین بار توسط نویسندگان یونانی و رومی باستان ثبت شد که به برخی از نشانه‌های مسمومیت با سرب اشاره کردند، اما این موضوع تا اواخر قرن ۱۹ میلادی در اروپا به‌طور گسترده شناخته نشد.

## ویژگی فیزیکی

### اتمی
یک اتم سرب دارای ۸۲ الکترون است که در یک آرایش الکترونی به‌صورت [زنون]4f145d106s26p2 مرتب شده‌اند. مجموع اولین و دومین انرژی یونش سرب—یعنی کل انرژی مورد نیاز برای حذف دو الکترون 6p—به مقدار انرژی یونش قلع، عنصر بالاتر از سرب در گروه کربن، نزدیک است. این امر غیرمعمول است؛ زیرا به‌طور کلی، انرژی‌های یونش در یک گروه با پایین رفتن کاهش می‌یابند، زیرا الکترون‌های لایهٔ خارجی عنصر از هسته اتم دورتر شده و بیشتر در معرض اثر پوششی الکترون قرار می‌گیرند.
مجموع چهار انرژی یونش اول سرب از مقدار مشابه در قلع بیشتر است، برخلاف آنچه روندهای تناوبی پیش‌بینی می‌کند. این پدیده با شیمی کوانتومی نسبیتی توضیح داده می‌شود که در اتم‌های سنگین اهمیت می‌یابد و منجر به فشردگی اوربیتال‌های s و p می‌شود؛ در نتیجه، الکترون‌های 6s سرب انرژی اتصال بیشتری نسبت به الکترون‌های 5s آن دارند. پیامد این امر، اثر جفت غیرفعال است که باعث می‌شود الکترون‌های 6s سرب تمایلی به شرکت در پیوند نداشته باشند، عدد اکسایش +۲ را پایدار کنند و فاصله بین نزدیک‌ترین اتم‌ها در بلور سرب به‌طور غیرمعمولی طولانی شود.
هم‌گروه‌های سبک‌تر سرب در گروه کربن، دگرشکلی (شیمی)های پایدار یا نیمه‌پایدار با ساختار پیوند کووالانسی ساختار الماس و هماهنگی چهاروجهی تشکیل می‌دهند. سطوح انرژی اوربیتال‌های خارجی آن‌ها به اندازه‌ای نزدیک است که امکان ترکیب آن‌ها در چهار اوربیتال sp3 هیبریداسیون اوربیتال فراهم شود. در سرب، اثر جفت غیرفعال باعث افزایش فاصله بین اوربیتال‌های s و p می‌شود و این فاصله با انرژی آزادشده از پیوندهای اضافی حاصل از هیبریداسیون قابل جبران نیست. به جای داشتن ساختار مکعبی الماسی، سرب پیوند فلزی تشکیل می‌دهد که در آن فقط الکترون‌های p به‌صورت غیرموضعی توزیع شده و بین یون‌های Pb2+ به اشتراک گذاشته می‌شوند. ازاین‌رو، سرب دارای یک دستگاه بلوری مکعبی است، مشابه فلزات ظرفیت شیمیایی با اندازه مشابه مانند کلسیم و استرانسیم.

### توده‌ای
سرب خالص ظاهری براق و خاکستری با ته‌رنگ آبی دارد. در تماس با هوای مرطوب تیره شده و رنگ آن بسته به شرایط محیطی تغییر می‌کند. خواص مشخصهٔ سرب شامل چگالی بالا، چکش‌خواری، انعطاف‌پذیری، و مقاومت بالا در برابر خوردگی به دلیل غیرفعال‌سازی است.

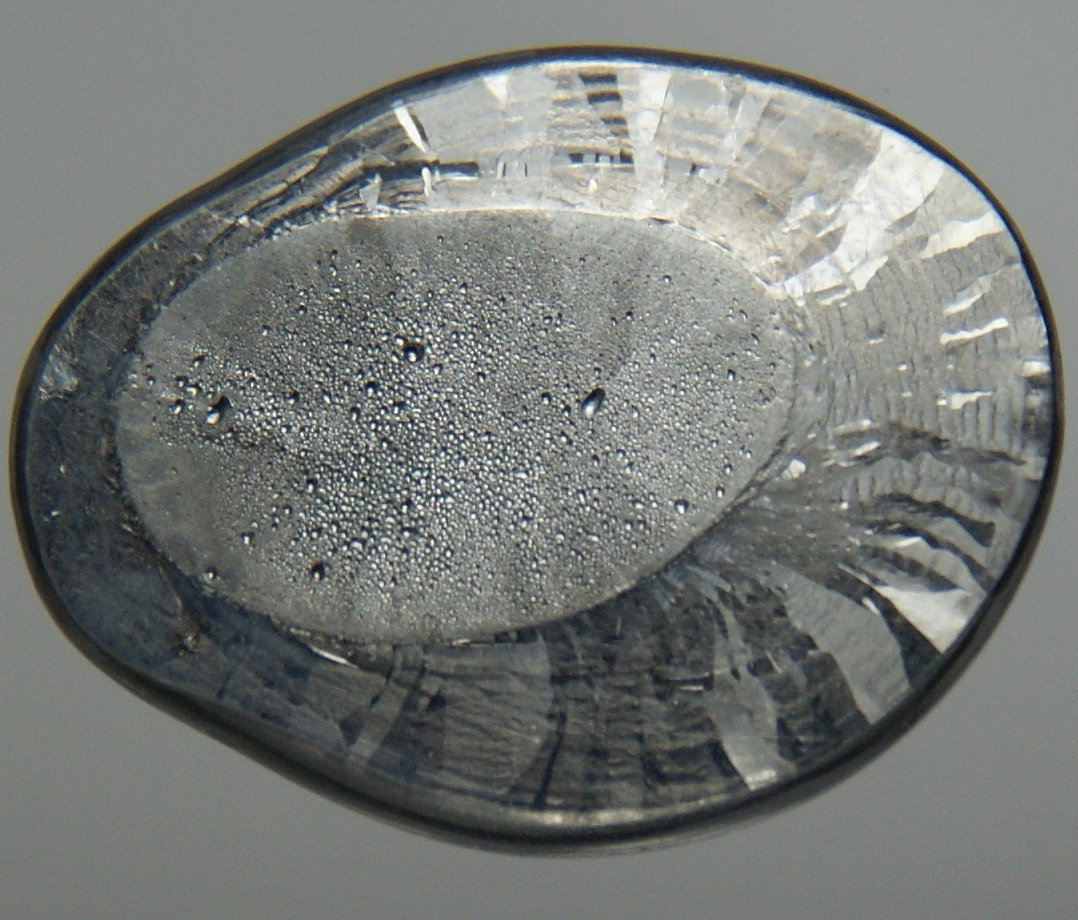
نمونه‌ای از سرب که از حالت مذاب جامد شده است

ساختار فشردهٔ مکعبی سرب و وزن اتمی بالای آن منجر به چگالی ۱۱٫۳۴ g/cm3 می‌شود که از فلزات رایجی مانند آهن (۷٫۸۷ g/cm3)، مس (۸٫۹۳ g/cm3) و روی (۷٫۱۴ g/cm3) بیشتر است. این چگالی بالا منشأ اصطلاح انگلیسی to go over like a lead balloon است.
سرب یک فلز بسیار نرم با سختی موس ۱٫۵ است؛ به‌گونه‌ای که می‌توان آن را با ناخن خراشید. همچنین چکش‌خوار و تا حدی انعطاف‌پذیر است. مدول حجمی آن—به‌عنوان معیاری از سهولت فشرده‌شدن—۴۵٫۸ پاسکال (یکا) است. برای مقایسه، این مقدار برای آلومینیم ۷۵٫۲ GPa، مس ۱۳۷٫۸ GPa و فولاد کربنی ۱۶۰–۱۶۹ GPa است. مقاومت کششی نهایی سرب، در محدودهٔ ۱۲–۱۷ مگاپاسکال، پایین است (برای مقایسه، این مقدار برای آلومینیوم ۶ برابر، مس ۱۰ برابر و فولاد نرم ۱۵ برابر بیشتر است)؛ اما افزودن مقادیر اندکی مس یا آنتیموان می‌تواند آن را تقویت کند.
نقطه ذوب سرب—در ۳۲۷٫۵ °C (621.5 °F)—بسیار پایین‌تر از اکثر فلزات است. نقطه جوش آن ۱۷۴۹ °C (3180 °F) است که کمترین مقدار در بین عناصر گروه کربن محسوب می‌شود. مقاومت ویژه و رسانندگی الکتریکی سرب در ۲۰ °C برابر با ۱۹۲ اهم-متر است که تقریباً یک مرتبه بزرگی بیشتر از سایر فلزات صنعتی مانند مس (۱۵٫۴۳ nΩ·m)، طلا (۲۰٫۵۱ nΩ·m) و آلومینیم (۲۴٫۱۵ nΩ·m) است. سرب در دماهای پایین‌تر از ۷٫۱۹ کلوین یک ابررسانا است، که بالاترین ابررسانایی را در میان ابررسانا نوع یک دارد و از نظر دمای بحرانی در بین عناصر ابررسانا سوم است.

### ایزوتوپ‌ها

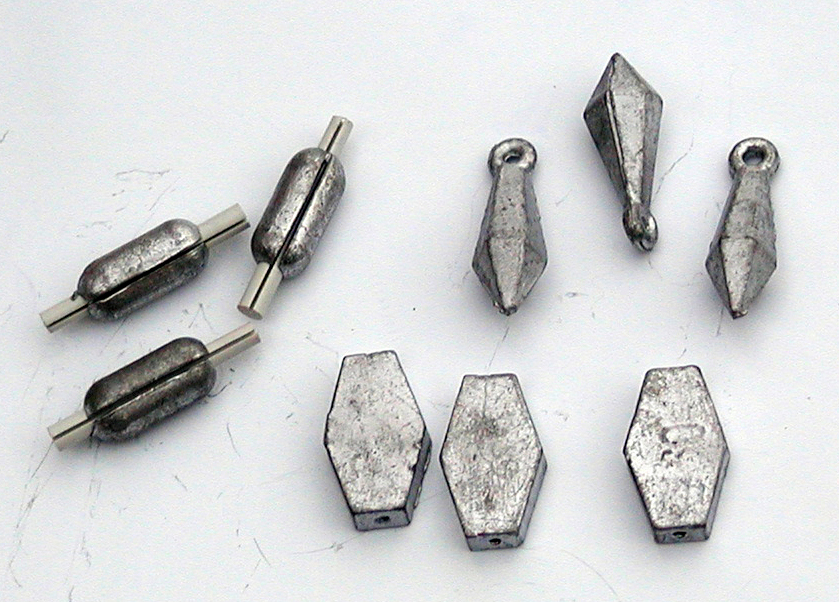
وزنه‌های ماهیگیری از جنس سرب

سرب طبیعی شامل چهار ایزوتوپ پایدار با عدد جرمی ۲۰۴، ۲۰۶، ۲۰۷ و ۲۰۸ است، و همچنین دارای آثار کمی از شش ایزوتوپ پرتوزا با عمر کوتاه و اعداد جرمی ۲۰۹ تا ۲۱۴ می‌باشد. تعداد بالای ایزوتوپ‌های سرب با عدد اتمی زوج آن همخوانی دارد. سرب دارای عدد جادویی (فیزیک) پروتون‌ها (۸۲) است که به‌وسیله مدل پوسته‌ای هسته به‌عنوان یک هسته به‌ویژه پایدار پیش‌بینی می‌شود. سرب-۲۰۸ دارای ۱۲۶ نوترون، یک عدد جادویی دیگر است، که ممکن است دلیل پایداری فوق‌العاده آن باشد.
با داشتن عدد اتمی بالا، سرب سنگین‌ترین عنصری است که ایزوتوپ‌های طبیعی آن پایدار در نظر گرفته می‌شوند؛ سرب-۲۰۸ سنگین‌ترین هسته پایدار است. (این ویژگی پیش‌تر به بیسموت، با عدد اتمی ۸۳، اختصاص داشت تا اینکه در سال ۲۰۰۳ مشخص شد تنها نوکلید دیرینه آن، بیسموت-۲۰۹، با سرعت بسیار کمی واپاشی می‌کند) چهار ایزوتوپ پایدار سرب می‌توانند از نظر تئوری دچار واپاشی آلفا به ایزوتوپ‌های جیوه شوند، اما این پدیده در هیچ‌کدام مشاهده نشده است؛ نیمه‌عمر پیش‌بینی‌شده آن‌ها بین ۱۰۳۵ تا ۱۰۱۸۹ سال است (حداقل ۱۰۲۵ برابر عمر کنونی جهان).
سه ایزوتوپ پایدار سرب در سه مورد از چهار زنجیره واپاشی اصلی وجود دارند: سرب-۲۰۶، سرب-۲۰۷ و سرب-۲۰۸ محصولات نهایی واپاشی اورانیوم-۲۳۸، اورانیوم-۲۳۵ و توریوم-۲۳۲ هستند. غلظت این ایزوتوپ‌ها در نمونه‌های سنگی طبیعی به میزان اورانیوم و توریوم موجود بستگی دارد. به‌عنوان مثال، فراوانی نسبی سرب-۲۰۸ می‌تواند از ۵۲٪ در نمونه‌های معمولی تا ۹۰٪ در سنگ‌های توریوم تغییر کند. به همین دلیل، وزن اتمی استاندارد سرب تنها تا یک رقم اعشار ارائه می‌شود. با گذشت زمان، نسبت سرب-۲۰۶ و سرب-۲۰۷ به سرب-۲۰۴ افزایش می‌یابد، زیرا دو ایزوتوپ اول از واپاشی عناصر سنگین‌تر تأمین می‌شوند در حالی که سرب-۲۰۴ این‌گونه نیست؛ این ویژگی مبنای سنجش سن سرب-سرب است. علاوه بر این، تغییر نسبت اورانیوم به سرب در طول زمان، اساس سنجش سن اورانیوم-سرب را تشکیل می‌دهد. سرب-۲۰۷ دارای خاصیت رزونانس مغناطیسی هسته‌ای است که برای مطالعه ترکیبات آن در محلول و حالت جامد، و حتی در بدن انسان مورد استفاده قرار گرفته است.

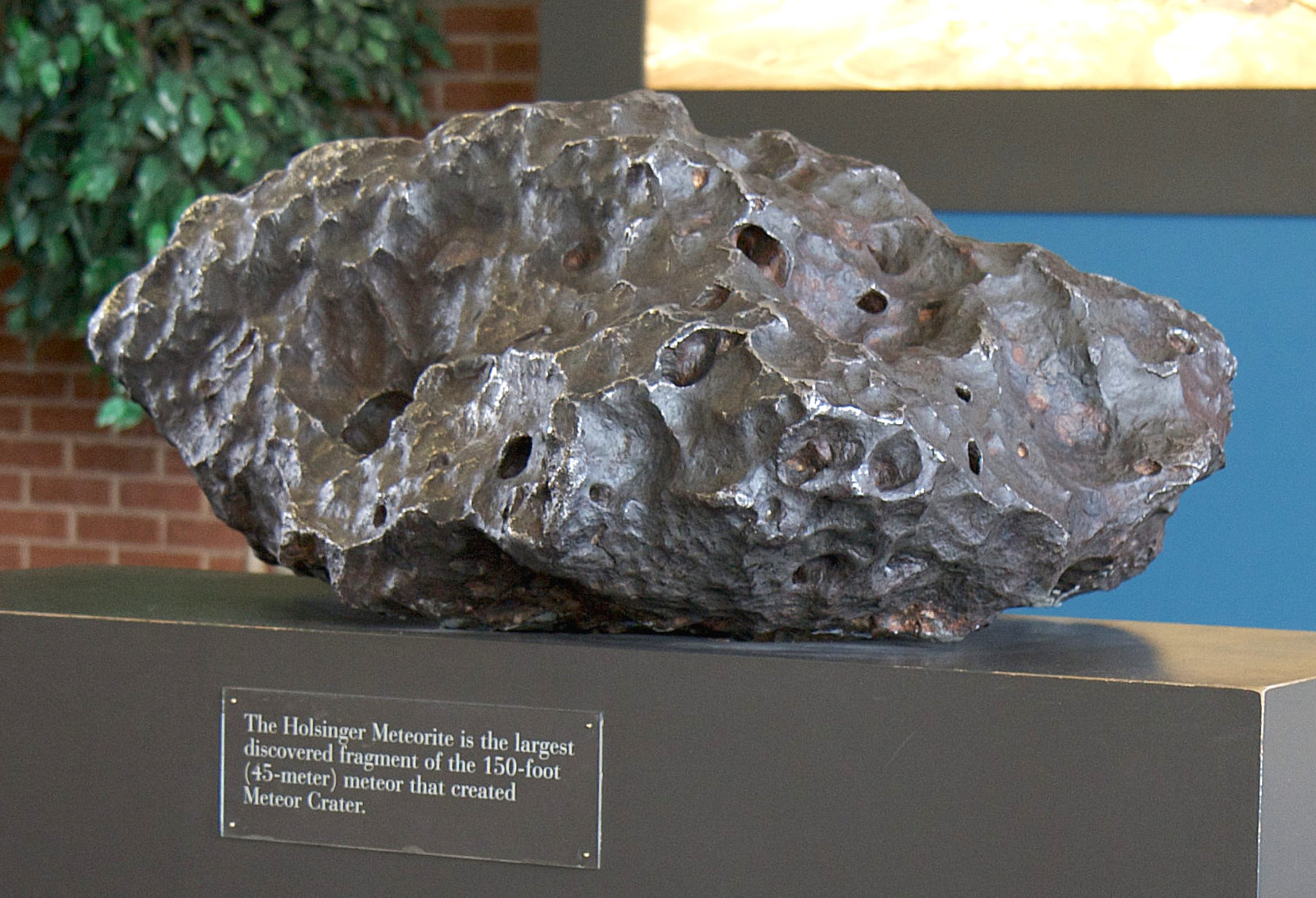
شهاب‌سنگ هولسینگر، بزرگ‌ترین قطعه از شهاب‌سنگ کانیون دیابلو. تاریخ‌گذاری سنجش سن اورانیوم-سرب و سنجش سن سرب-سرب این شهاب‌سنگ به تعیین سن زمین در ۴٫۵۵ میلیارد ± ۷۰ میلیون سال کمک کرد.

گذشته از ایزوتوپ‌های پایدار، که تقریباً تمام سرب طبیعی را تشکیل می‌دهند، چندین ایزوتوپ پرتوزای ناچیز نیز وجود دارند. یکی از آن‌ها سرب-۲۱۰ است که با نیمه‌عمر ۲۲٫۲ سال، به دلیل تولید مداوم در زنجیره واپاشی اورانیوم-۲۳۸ در طبیعت یافت می‌شود. سرب-۲۱۱٬۲۱۲ و -۲۱۴ در زنجیره‌های واپاشی اورانیوم-۲۳۵، توریوم-۲۳۲ و اورانیوم-۲۳۸ حضور دارند، بنابراین ردپای آن‌ها نیز در طبیعت دیده می‌شود.
در مجموع، ۴۳ ایزوتوپ سرب با عدد جرمی ۱۷۸ تا ۲۲۰ سنتز شده‌اند. پایدارترین ایزوتوپ پرتوزا، سرب-۲۰۵ است که نیمه‌عمری در حدود ۱٫۷۰‎×۱۰۷ سال دارد.الگو:NUBASE2020 دومین ایزوتوپ پرتوزای پایدار، سرب-۲۰۲ است که نیمه‌عمری حدود ۵۲٬۵۰۰ سال دارد.

## ویژگی شیمیایی

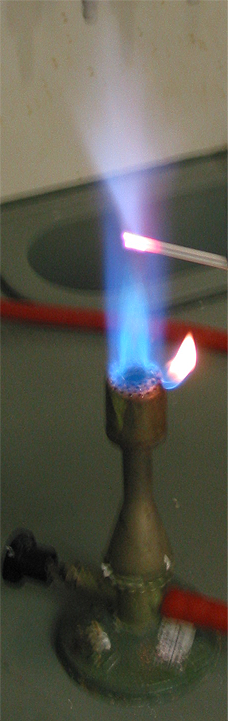
آزمون شعله: رنگ شعله سرب آبی کمرنگ

سرب حجمی که در معرض هوای مرطوب قرار می‌گیرد، یک لایه محافظ با ترکیب متغیر تشکیل می‌دهد. سرب کربنات یکی از اجزای رایج است؛ سرب(II) سولفات یا سرب(II) کلرید نیز ممکن است در محیط‌های شهری یا دریایی حضور داشته باشند. این لایه باعث می‌شود که سرب حجمی به‌طور مؤثر در هوا بی‌اثر شیمیایی شود. سرب پودری ریز شده، همانند بسیاری از فلزات، آتش‌زایی است، و با شعله‌ای آبی-سفید می‌سوزد.
فلوئور در دمای اتاق با سرب واکنش نشان می‌دهد و فلورید سرب (II) تشکیل می‌دهد. واکنش با کلر مشابه است اما نیاز به حرارت دارد، زیرا لایه کلرید تشکیل شده، واکنش‌پذیری عناصر را کاهش می‌دهد. سرب مذاب با کالکوژنها واکنش نشان می‌دهد و سرب(II) کالکوژنیدها را تشکیل می‌دهد.
فلز سرب در برابر سولفوریک اسید و فسفریک اسید مقاوم است اما در برابر هیدروکلریک اسید یا نیتریک اسید مقاومتی ندارد؛ نتیجه این واکنش‌ها به نامحلول بودن و سپس غیرفعال شدن نمک حاصل بستگی دارد. اسیدهای آلی مانند استیک اسید در حضور اکسیژن سرب را حل می‌کنند. قلیاهای غلیظ سرب را حل کرده و plumbiteها را تشکیل می‌دهند.

### ترکیبات معدنی
سرب دو حالت اکسیداسیون اصلی دارد: +۴ و +۲. حالت ظرفیت شیمیایی برای گروه کربن رایج است. حالت دو ظرفیتی برای کربن و سیلیسیم نادر است، برای ژرمانیوم جزئی است، برای قلع مهم (اما نه غالب) است و برای سرب از دو حالت اکسیداسیون، مهم‌تر است. این به شیمی کوانتومی نسبیتی مربوط است، به ویژه اثر جفت ساکن، که زمانی که تفاوت زیادی در الکترونگاتیوی بین سرب و آنیون‌های اکسید، هالید یا نیترید وجود دارد، بروز می‌کند و باعث ایجاد بار مثبت جزئی زیادی روی سرب می‌شود. نتیجه این است که اوربیتال 6s سرب بیشتر از اوربیتال 6p آن منقبض می‌شود، که آن را در ترکیبات یونی نسبتاً بی‌اثر می‌کند. اثر جفت ساکن در ترکیباتی که در آن سرب پیوندهای کووالانسی با عناصری با الکترونگاتیوی مشابه تشکیل می‌دهد، مانند کربن در ترکیبات ارگانوسرب، کمتر قابل اعمال است. در این ترکیبات، اوربیتال‌های 6s و 6p مشابه اندازه باقی می‌مانند و هیبریداسیون sp3 همچنان از نظر انرژی مطلوب است. سرب، مشابه کربن، در چنین ترکیباتی عمدتاً چهار ظرفیتی است.
تفاوت نسبتاً زیادی در الکترونگاتیوی سرب(II) با مقدار ۱٫۸۷ و سرب(IV) با مقدار ۲٫۳۳ وجود دارد. این تفاوت معکوس شدن روند افزایش پایداری حالت اکسیداسیون +۴ را در پایین‌تر رفتن گروه کربن نشان می‌دهد؛ در مقایسه، قلع دارای مقادیر ۱٫۸۰ در حالت +۲ و ۱٫۹۶ در حالت +۴ است.

#### سرب(II)

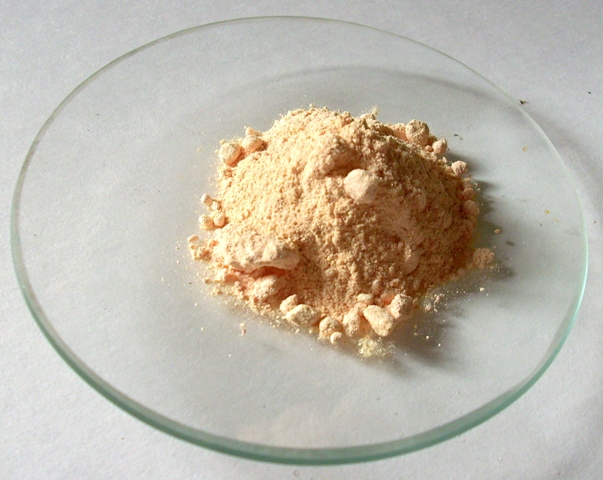
اکسید سرب (II)

ترکیبات سرب(II) ویژگی‌های شیمیایی معدنی سرب را نشان می‌دهند. حتی عوامل اکسنده قوی مانند فلوئور و کلر با سرب واکنش نشان می‌دهند و فقط فلورید سرب (II) و سرب(II) کلرید تشکیل می‌دهند. یون‌های سرب(II) معمولاً در محلول بی‌رنگ هستند، و جزئی به هیدرولیز شده و Pb(OH)+ تشکیل می‌دهند و در نهایت [Pb4(OH)4]4+ (که در آن یون‌های هیدروکسیل به عنوان لیگاند واسطه عمل می‌کنند) تشکیل می‌شود، اما مانند یون‌های قلع(II) عامل کاهنده نیستند. تجزیه کیفی معدنی برای شناسایی وجود یون Pb2+ در آب معمولاً بر روی رسوب کردن سرب(II) کلرید با استفاده از اسید هیدروکلریک رقیق تمرکز دارد. از آنجا که نمک کلرید در آب به سختی حل می‌شود، در محلول‌های رقیق بسیار، رسوب سرب(II) سولفید به جای آن با عبور هیدروژن سولفید از محلول حاصل می‌شود.
اکسید سرب (II) در دو چندریختی (علم مواد), لیترج α-PbO (قرمز) و مسی‌کوت β-PbO (زرد) وجود دارد که دومی تنها در دماهای بالاتر از حدود ۴۸۸ درجه سانتی‌گراد پایدار است. لیترج معمول‌ترین ترکیب معدنی سرب است. هیچ هیدروکسید سرب(II) وجود ندارد؛ افزایش pH محلول‌های نمک‌های سرب(II) منجر به هیدرولیز و کندانسیون می‌شود. سرب معمولاً با چالکوجن‌های سنگین‌تر واکنش نشان می‌دهد. سرب سولفید یک نیم‌رسانا، فوتورسانندگی و یک آشکارساز ذرات بسیار حساس است. دو چالکوجنید دیگر، سلنید سرب و تلورید سرب نیز فوتورسانا هستند. آن‌ها در این که رنگ آن‌ها در هنگام حرکت به سمت پایین گروه روشن‌تر می‌شود، غیرعادی هستند.

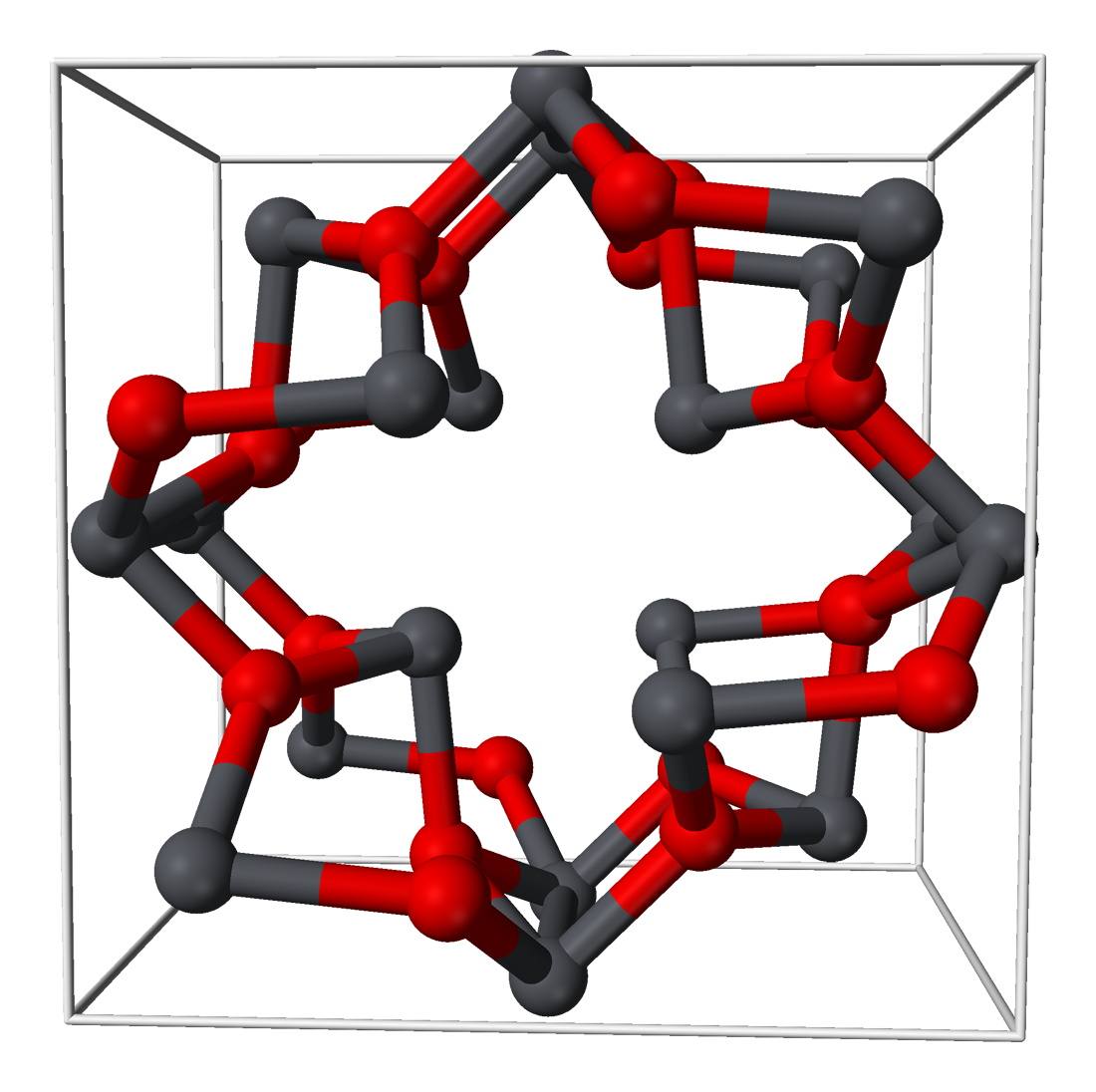
سرب و اکسیژن در یک ساختار بلوری چهارگوش از سرنج

دی‌هالیدهای سرب به‌خوبی شناسایی شده‌اند؛ این شامل دی‌استاتید و هالیدهای ترکیبی، مانند PbFCl است. حل‌ناپذیری نسبی این‌ها مبنای مفیدی برای تعیین گراویمتری فلوئور است. دی‌فلورید اولین ترکیب هدایت یونی (حالت جامد) کشف‌شده بود (در ۱۸۳۴، توسط مایکل فارادی). سایر دی‌هالیدها هنگام قرار گرفتن در معرض نور فرابنفش یا مرئی تجزیه می‌شوند، به‌ویژه سرب (II) یدید. بسیاری از پسو دو هالیدها سرب(II) شناخته‌شده‌اند، مانند سیانید، سیانات و تیوسیانات سرب (II). سرب(II) یک تنوع گسترده از کمپلکس‌های هالیدی کمپلکس شیمیایی را تشکیل می‌دهد، مانند [PbCl4]2−, [PbCl6]4− و [Pb2Cl9]n5n− آنیون زنجیره‌ای.
سرب(II) سولفات در آب حل نمی‌شود، مانند سولفات‌های سایر یون‌های دو ارزشی سنگین. سرب (II) نیترات و سرب(II) استات بسیار حل‌شدنی هستند و از این ویژگی برای سنتز دیگر ترکیب‌های سرب استفاده می‌شود.

#### سرب(IV)
چند ترکیب معدنی سرب(IV) شناخته شده است. این ترکیب‌ها فقط در محلول‌های اکسیدکننده قوی تشکیل می‌شوند و معمولاً تحت شرایط استاندارد وجود ندارند. اکسید سرب(II) در اکسیداسیون بیشتر به یک اکسید ترکیبی Pb3O4 تبدیل می‌شود. این ترکیب به‌عنوان سرنج توصیف می‌شود، یا به‌طور ساختاری ۲PbO·PbO2، و شناخته‌شده‌ترین ترکیب سرب با بار ترکیبی است. دی‌اکسید سرب یک عامل اکسیدکننده قوی است که قادر به اکسید کردن اسید هیدروکلریک به گاز کلر است. این به این دلیل است که PbCl4 پیش‌بینی‌شده‌ای که تولید می‌شود، ناپایدار است و به‌طور خودبه‌خود به PbCl2 و Cl2 تجزیه می‌شود. مشابه با اکسید سرب (II), دی‌اکسید سرب قادر به تشکیل آنیون‌های plumbate است. سولفید سرب (IV) و دی‌سلنید سرب تنها در فشارهای بالا پایدار هستند. فلورید سرب چهارگانه، یک پودر بلوری زرد، پایدار است، اما کمتر از فلورید سرب (II). کلرید سرب چهارگانه (یک روغن زرد) در دمای اتاق تجزیه می‌شود، تترابروماستیل سرب کمتر از آن پایدار است، و وجود سرب تتراآیدید مورد سؤال است.

#### سایر حالات اکسیداسیون

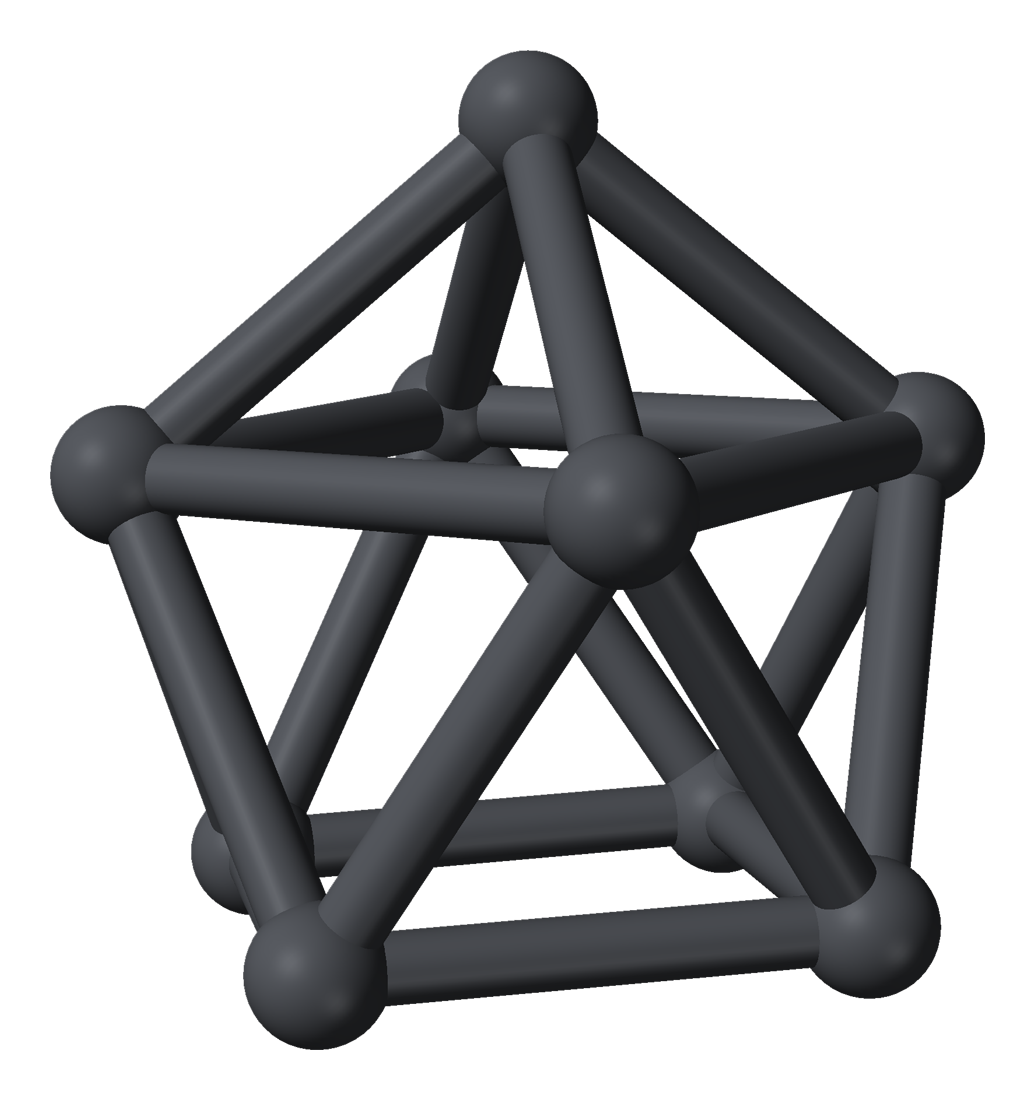
آنیون هرم مربعی کلاه‌دار [Pb_{9}]^{4−} از [K(18-crown-6)]_{2}K_{2}Pb_{9}·(en)_{1.5}

برخی ترکیب‌های سرب در حالات اکسیداسیون غیر از +۴ یا +۲ وجود دارند. سرب(III) ممکن است به‌عنوان یک واسطه بین سرب(II) و سرب(IV) در کمپلکس‌های بزرگ‌تر ارگانوسرب به‌دست آید؛ این حالت اکسیداسیون ناپایدار است، زیرا هم یون سرب(III) و هم کمپلکس‌های بزرگ‌تری که آن را دارند، رادیکال آزاد هستند. همین امر برای سرب(I) صادق است که می‌تواند در چنین گونه‌های رادیکالی یافت شود.
اکسیدهای مخلوط سرب(II,IV) بسیاری شناخته شده است. هنگامی که PbO2 در هوا گرم می‌شود، در دمای ۲۹۳ درجه سانتی‌گراد به Pb12O19 تبدیل می‌شود، در دمای ۳۵۱ درجه سانتی‌گراد به Pb12O17، در دمای ۳۷۴ درجه سانتی‌گراد به Pb3O4 و در نهایت در ۶۰۵ درجه سانتی‌گراد به PbO تبدیل می‌شود. یک سسکوکسید دیگر، Pb2O3، می‌تواند تحت فشار بالا به‌دست آید، همراه با چندین فاز غیر استوکیومتریک. بسیاری از آن‌ها ساختارهای فلوریت معیوب نشان می‌دهند که در آن برخی اتم‌های اکسیژن با خلأها جایگزین شده‌اند: PbO می‌تواند چنین ساختاری داشته باشد، به‌طوری‌که هر لایه‌ای از اتم‌های اکسیژن به‌طور متناوب غایب است.
واحدهای اکسیداسیون منفی می‌توانند به صورت فاز زینتل وجود داشته باشند، به‌عنوان آنیون‌های آزاد سرب، مانند Ba2Pb که در آن سرب به‌طور رسمی سرب(−IV) است،  یا در یون‌های خوشه‌ای حلقوی یا چندوجهی حساس به اکسیژن مانند یون هندسه مولکولی دو هرمی مثلثی Pb52− که در آن دو اتم سرب سرب(−I) و سه اتم دیگر سرب(۰) هستند. در چنین آنیون‌هایی، هر اتم در یک رأس چندوجهی قرار دارد و دو الکترون به هر پیوند کووالانسی در امتداد یک لبه از اوربیتال‌های هیبریدی sp3 خود می‌دهد، و دو الکترون دیگر جفت الکترون غیرپیوندی خارجی هستند. این آنیون‌ها ممکن است در آمونیاک از طریق کاهش سرب توسط سدیم ساخته شوند.

### ترکیب‌های آلی سرب

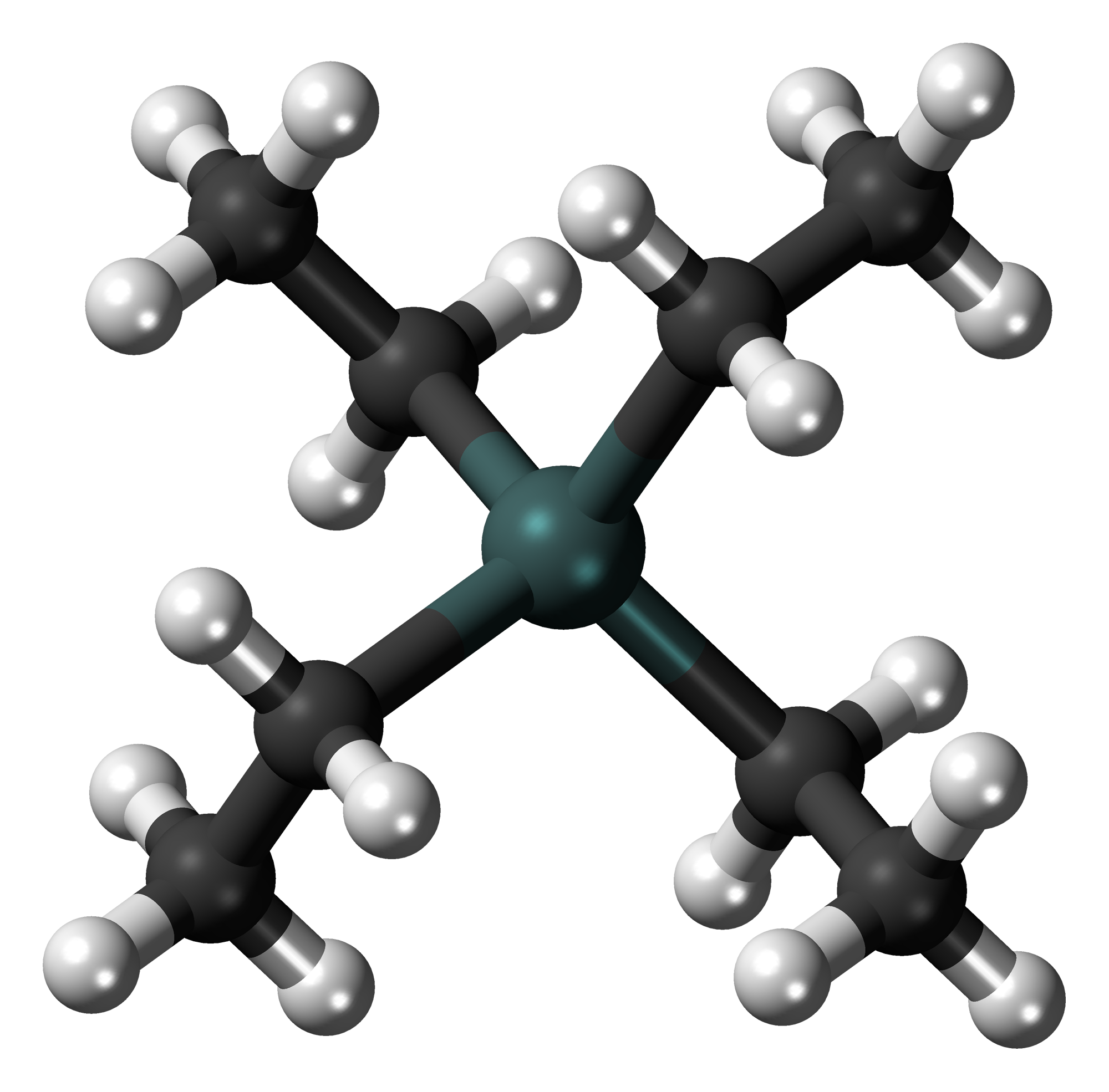
ساختار یک مولکول تترااتیل‌سرب:
کربن
هیدروژن
سرب

سرب می‌تواند زنجیره‌های با پیوندهای چندگانه بسازد، ویژگی‌ای که آن را با هم‌خانواده‌های سبک‌تر خود در گروه کربن مشترک است. ظرفیت آن برای این کار بسیار کمتر است، زیرا انرژی پیوند Pb–Pb بیش از سه و نیم برابر کمتر از پیوند کربن-کربن است. سرب می‌تواند با خود پیوندهای فلز–فلز از ترتیبی تا سه بسازد. با کربن، سرب ترکیب‌های آلی سرب می‌سازد که شبیه به ترکیب‌های آلی معمولی است، اما معمولاً پایداری کمتری دارند  (به دلیل ضعیف بودن پیوند Pb–C). این موضوع باعث می‌شود که شیمی آلی فلزی سرب بسیار محدودتر از قلع باشد. سرب عمدتاً ترکیب‌های آلی سرب(IV) می‌سازد، حتی زمانی که با واکنش‌دهنده‌های سرب(II) غیرآلی شروع می‌شود؛ تعداد کمی ترکیب آلی سرب(II) شناخته شده‌اند. شناخته‌شده‌ترین استثناها عبارتند از Pb[CH(SiMe3)2]2 و پلمبوسن.
آنالوگ سربی ساده‌ترین ترکیب آلی، متان، پلامبان است. پلامبان ممکن است در واکنشی بین سرب فلزی و هیدروژن اتمی به دست آید. دو مشتق ساده، tetramethyllead و تترااتیل‌سرب، بهترین ترکیب‌های شناخته‌شده ترکیب آلی سرب هستند. این ترکیب‌ها نسبتاً پایدارند: تترااتیل‌سرب تنها در صورتی تجزیه می‌شود که گرم شود یا در معرض نور خورشید یا نور ماوراء بنفش قرار گیرد. با سدیم فلزی، سرب به راحتی آلیاژی به میزان مساوی تشکیل می‌دهد که با هالوآلکان واکنش داده و ترکیب‌های شیمی آلی فلزی مانند تترااتیل‌سرب را می‌سازد. طبیعت اکسیدکنندگی بسیاری از ترکیب‌های آلی سرب به‌طور مفید مورد استفاده قرار می‌گیرد: استات سرب (IV) یک معرف مهم آزمایشگاهی برای اکسیداسیون در سنتز آلی است. تترااتیل‌سرب، زمانی که به بنزین خودرویی افزوده می‌شد، در مقادیر بیشتری نسبت به هر ترکیب آلی فلزی دیگر تولید می‌شد، و هنوز هم در بنزین هوایی به‌طور گسترده‌ای استفاده می‌شود.
سایر ترکیب‌های آلی سرب از نظر شیمیایی کمتر پایدار هستند. برای بسیاری از ترکیب‌های آلی، آنالوگ سربی وجود ندارد.

## منشأ و وقوع
| Atomic number | Element  | Relative amount |
| ------------- | -------- | --------------- |
| ۴۲            | مولیبدن  | ۰٫۷۹۸           |
| ۴۶            | پالادیم  | ۰٫۴۴۰           |
| ۵۰            | قلع      | ۱٫۱۴۶           |
| ۷۸            | پلاتین   | ۰٫۴۱۷           |
| ۸۰            | جیوه     | ۰٫۱۲۷           |
| ۸۲            | Lead     | ۱               |
| ۹۰            | توریم    | ۰٫۰۱۱           |
| ۹۲            | اورانیوم | ۰٫۰۰۳           |

### در فضا
مقدار سرب به ازای هر ذره در منظومه شمسی برابر با ۰٫۱۲۱ بخش در یکای سنجش (parts per billion) است. این عدد دو و نیم برابر بیشتر از پلاتین، هشت برابر بیشتر از جیوه و هفده برابر بیشتر از طلا است. مقدار سرب در گیتی به‌طور تدریجی در حال افزایش است زیرا بیشتر اتم‌های سنگین‌تر (که همه آن‌ها ناپایدار هستند) به‌طور تدریجی به سرب تجزیه می‌شوند. میزان سرب در منظومه شمسی از زمان تشکیل آن حدود ۴٫۵ میلیارد سال پیش، تقریباً ۰٫۷۵٪ افزایش یافته است. جدول فراوانی‌های منظومه شمسی نشان می‌دهد که سرب با وجود شماره اتمی نسبتاً بالای خود، بیشتر از بیشتر عناصر دیگر با شماره اتمی بالای ۴۰ رایج‌تر است.
سرب اولیه—که شامل ایزوتوپ‌های سرب-۲۰۴، سرب-۲۰۶، سرب-۲۰۷ و سرب-۲۰۸ است—بیشتر به‌عنوان نتیجه‌ای از فرایندهای جذب نوترون تکراری در ستارگان ایجاد شده است. دو حالت اصلی جذب، s و فرایند تند گیراندازی نوترون هستند.
در فرایند s (که s به معنی «آهسته» است)، جذب‌ها با فاصله سال‌ها یا دهه‌ها از یکدیگر انجام می‌شود و این فرصت را به هسته‌های ناپایدار می‌دهد تا واپاشی بتا انجام دهند. یک هسته پایدار تالیم-۲۰۳ می‌تواند نوترونی جذب کرده و به تالیم-۲۰۴ تبدیل شود؛ این هسته سپس از طریق واپاشی بتا به سرب-۲۰۴ پایدار تبدیل می‌شود؛ با جذب نوترون دیگری، به سرب-۲۰۵ تبدیل می‌شود که نیمه‌عمر آن حدود ۱۷ میلیون سال است. جذب‌های بعدی منجر به سرب-۲۰۶، سرب-۲۰۷ و سرب-۲۰۸ می‌شود. با جذب نوترون دیگری، سرب-۲۰۸ به سرب-۲۰۹ تبدیل می‌شود که به‌سرعت به بیسموت-۲۰۹ تجزیه می‌شود. با جذب نوترون دیگری، بیسموت-۲۰۹ به بیسموت-۲۱۰ تبدیل می‌شود و این از طریق واپاشی بتا به پولونیوم-۲۱۰ تبدیل می‌شود که از طریق واپاشی آلفا به سرب-۲۰۶ تجزیه می‌شود؛ بنابراین چرخه به سرب-۲۰۶، سرب-۲۰۷، سرب-۲۰۸ و بیسموت-۲۰۹ خاتمه می‌یابد.

نمودار نهایی فرایند s-process، از جیوه تا پولونیم. خطوط و دایره‌های قرمز نشان‌دهنده گیراندازی نوترونها هستند؛ پیکان‌های آبی نشان‌دهنده واپاشی بتاها هستند؛ پیکان سبز نمایانگر یک واپاشی آلفا است؛ پیکان‌های سیان نشان‌دهنده گیراندازی الکترونها هستند.

در فرایند r (که r به معنی «سریع» است)، جذب‌ها سریع‌تر از آن که هسته‌ها بتوانند تجزیه شوند، رخ می‌دهند. این در محیط‌هایی با چگالی بالای نوترون مانند یک ابرنواختر یا هم‌پیوستگی دو ستاره نوترونی رخ می‌دهد. جریان نوترون‌های involved ممکن است به میزان 1022 نوترون در هر سانتی‌متر مربع در ثانیه باشد. فرایند r به اندازه فرایند s سرب تولید نمی‌کند. این فرایند تمایل دارد زمانی که هسته‌های غنی از نوترون به ۱۲۶ نوترون برسند متوقف شود. در این مرحله، نوترون‌ها در پوسته‌های کامل در هسته اتمی قرار می‌گیرند و پذیرش نوترون‌های بیشتر از نظر انرژی دشوار می‌شود. زمانی که جریان نوترون کاهش می‌یابد، این هسته‌ها از طریق واپاشی بتا به ایزوتوپ‌های پایدار اسمیم، ایریدیم، پلاتین تبدیل می‌شوند.

### در زمین
سرب به عنوان یک طبقه‌بندی گلداشمیت در طبقه‌بندی گلداشمیت طبقه‌بندی می‌شود، به این معنی که معمولاً با گوگرد ترکیب می‌شود. این عنصر به‌ندرت به‌صورت فلز بومی و شکل فلزی خود یافت می‌شود. بسیاری از کانی‌های سرب نسبتاً سبک هستند و در طول تاریخ زمین، در پوسته (سیاره) باقی‌مانده‌اند به‌جای آنکه به عمق بیشتر درون زمین فروروند. این امر توضیح می‌دهد که چرا فراوانی سرب در پوسته زمین به 14 ppm می‌رسد؛ سرب بیست و ششمین عنصر از نظر فراوانی در پوسته زمین است.
مینرال اصلی سرب گالن (PbS) است که عمدتاً با سنگ‌های معدن روی یافت می‌شود. بیشتر کانی‌های سرب دیگر به‌نوعی با گالن مرتبط هستند؛ بولانژریت، Pb5Sb4S11، یک سولفید ترکیبی است که از گالن به‌دست می‌آید؛ آنگلزیت، PbSO4، یک محصول اکسیداسیون گالن است؛ و سروزیت یا سنگ معدن سفید سرب، PbCO3، یک محصول تجزیه شیمیایی از گالن است. آرسنیک، قلع، آنتیموان، نقره، طلا، مس و بیسموت ناخالصی‌های معمول در کانی‌های سرب هستند.

سرب به عنوان یک عنصر نسبتاً رایج در پوسته (سیاره) برای شماره اتمی بالای خود (۸۲) محسوب می‌شود. بیشتر عناصر با شماره اتمی بالای ۴۰ فراوانی کمتری دارند.

منابع جهانی سرب بیش از دو میلیارد تن است. ذخایر قابل‌توجهی در استرالیا، چین، ایرلند، مکزیک، پرو، پرتغال، روسیه و ایالات متحده آمریکا یافت می‌شود. ذخایر جهانی—منابعی که از نظر اقتصادی قابل استخراج هستند—در سال ۲۰۱۶ به ۸۸ میلیون تن رسید که از این مقدار، استرالیا ۳۵ میلیون، چین ۱۷ میلیون و روسیه ۶٫۴ میلیون تن سهم داشتند.
مقادیر معمولی پس‌زمینه سرب در جو از ۰٫۱ μg/m3 فراتر نمی‌روند؛ 100 mg/kg در خاک؛ 4 mg/kg در گیاهان، ۵ μg/L در آب‌های شیرین و آب دریا.

## واژه‌شناسی
کلمه مدرن انگلیسی "lead" از ریشه ژرمنی است؛ این واژه از انگلیسی میانه leed و زبان انگلیسی باستان lēad آمده است (علامت ماکرون بالای "e" نشان‌دهنده صدای بلند آن حرف است). واژه انگلیسی باستان از زبان نیاژرمنی بازسازی‌شده *lauda- ('سرب') مشتق شده است. بر اساس نظریه زبان‌شناسی، این واژه در زبان‌های ژرمنی مختلف با همان معنی به ارث رسیده است.
در مورد منشأ زبان نیاژرمنی *lauda- توافق‌نظر وجود ندارد. یکی از فرضیه‌ها این است که این واژه از زبان نیاهندواروپایی *lAudh- ('سرب') مشتق شده است؛ که در آن، بزرگ‌نویسی حرف صدا معادل ماکرون است. فرضیه دیگر این است که این واژه از زبان سلتی اولیه *ɸloud-io- ('سرب') وام گرفته شده است. این واژه با لاتین plumbum ارتباط دارد که نماد شیمیایی عنصر را به عنوان Pb به‌دست داده است. واژه *ɸloud-io- به‌عنوان منشأ زبان نیاژرمنی *bliwa- (که آن نیز به معنی 'سرب' است) شناخته می‌شود، از این واژه، واژه آلمانی Blei مشتق شده است.
نام عنصر شیمیایی به فعل هم‌نام خود ارتباطی ندارد، که خود از *laidijan- ('رهبری کردن') در زبان نیاژرمنی آمده است.

## تاریخ

### پیش از تاریخ و تاریخ اولیه
گوی‌های سربی فلزی که به ۷۰۰۰–۶۵۰۰ پیش از میلاد تعلق دارند در آناتولی پیدا شده‌اند و ممکن است نخستین نمونه‌های ذوب فلز را نشان دهند. در آن زمان، سرب کاربردهای زیادی نداشت (یا اصلاً نداشت) به دلیل نرمی و ظاهر کدر آن. دلیل اصلی گسترش تولید سرب ارتباط آن با نقره بود که از طریق سوزاندن گالن (معدن سرب معمول) به‌دست می‌آمد. مصر باستانیان اولین کسانی بودند که از مواد معدنی سرب در لوازم آرایشی استفاده کردند، کاربردی که به یونان باستان و مناطق دیگر گسترش یافت؛ مصریان از سرب برای تهیه غرق‌کننده‌ها در تور ماهیگیری، لاک (قالب‌دهی)، شیشه، میناکاری و زینت‌آلات استفاده می‌کردند. تمدن‌های مختلف هلال حاصلخیز از سرب به عنوان ماده نوشتاری، سکه، و مواد ساختمانی استفاده می‌کردند. چینی‌ها باستان از سرب به عنوان محرک (دارو), به عنوان پول رایج،  به عنوان پیشگیری از بارداری،  و در چوب غذاخوری استفاده می‌کردند. تمدن دره سند و آمریکای میانه نیز از آن برای ساخت تعویذ استفاده می‌کردند؛ و مردم شرق و جنوب آفریقا از سرب در کشش مفتول استفاده می‌کردند.

### دوران کلاسیک
از آنجا که نقره به‌طور گسترده‌ای به عنوان یک ماده تزئینی و وسیله مبادله مورد استفاده قرار می‌گرفت، ذخایر سرب از ۳۰۰۰ پیش از میلاد در آناتولی استخراج می‌شدند؛ سپس ذخایر سرب در جزایر اژه و لوریوم توسعه یافت. این سه منطقه به‌طور مشترک تولید سرب استخراج شده را تا حدود ۱۲۰۰ پیش از میلاد سلطه داشتند. از حدود ۲۰۰۰ پیش از میلاد، فنیقی‌ها ذخایر را در شبه‌جزیره ایبری استخراج می‌کردند؛ تا سال ۱۶۰۰ پیش از میلاد، استخراج سرب در قبرس، یونان، و ساردینیا وجود داشت.

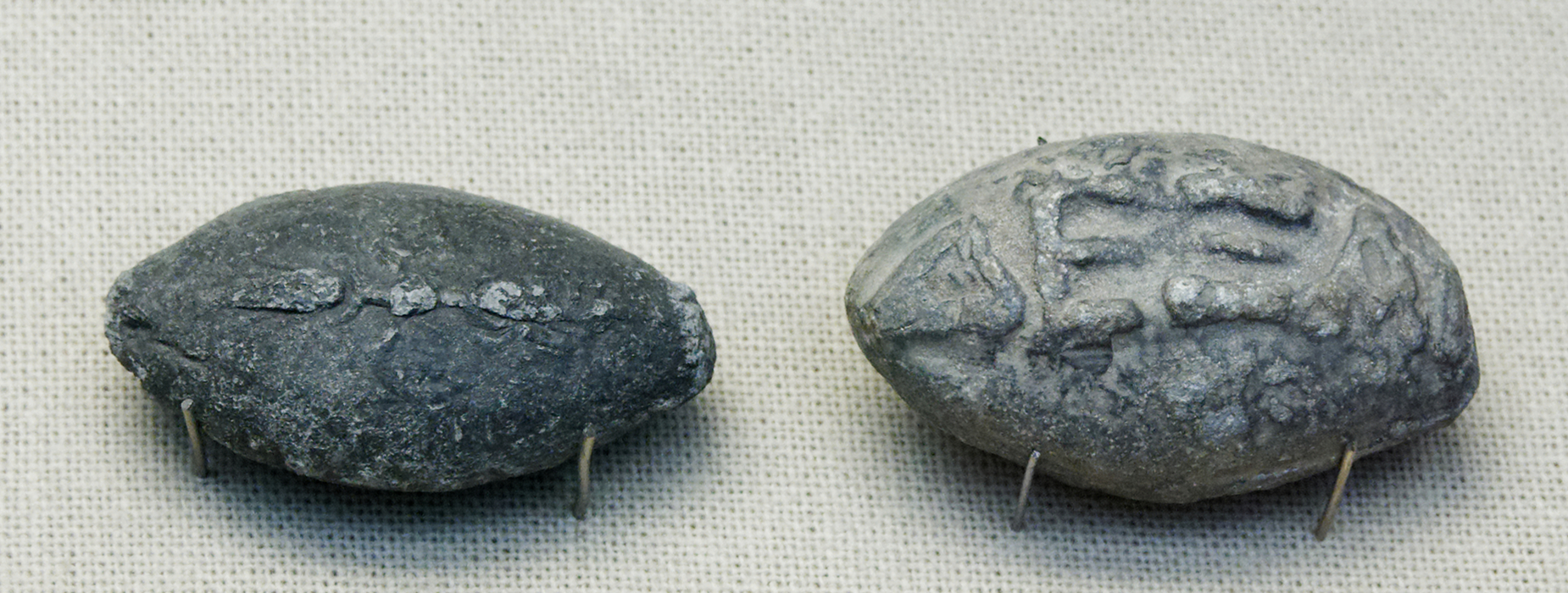
گلوله‌های سربی قدیمی یونانی با آذرخش بالدار در یک طرف و نوشته ΔΕΞΑΙ ("بگیر این را") در طرف دیگر

گسترش سرزمینی جمهوری روم در اروپا و سراسر مدیترانه و توسعه استخراج معادن باعث شد تا روم به بزرگ‌ترین تولیدکننده سرب در دوران اروپای دوران باستان تبدیل شود، با برآورد تولید سالانه به ۸۰٬۰۰۰ تن. مانند پیشینیانشان، رومی‌ها عمدتاً سرب را به عنوان محصول جانبی از ذوب نقره به‌دست می‌آوردند. استخراج سرب در اروپای مرکزی، بریتانیا (استان روم), بالکان، یونان، آناتولی، هیسپانیا انجام می‌شد و این مناطق ۴۰٪ از تولید جهانی را به خود اختصاص می‌دادند.

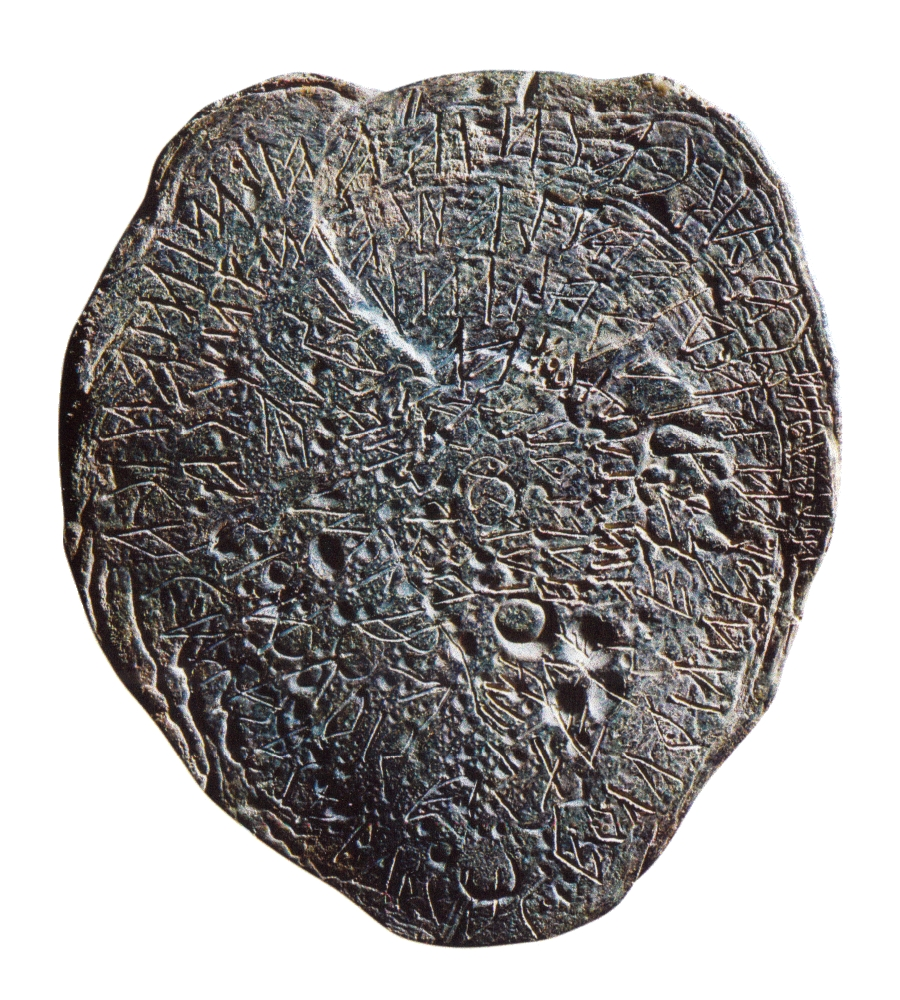
تخته سربی مگلیانو، ایتالیا، دارای نوشته‌ای از اترسک در اواسط قرن ۵ پیش از میلاد.

تخته‌های سربی به‌طور معمول به عنوان ماده‌ای برای نوشتن استفاده می‌شدند. تابوت‌های سربی که در قالب‌های شنی صاف ریخته می‌شدند و با موتیف‌های قابل تعویض متناسب با ایمان متوفی ساخته می‌شدند، در یهودیه (استان رومی) استفاده می‌شدند. سرب برای ساخت گلوله‌های تلسکوپی از قرن پنجم پیش از میلاد مورد استفاده قرار گرفت. در دوران روم، گلوله‌های سربی به‌طور گسترده استفاده می‌شدند و مؤثر در فاصله بین ۱۰۰ تا ۱۵۰ متر بودند. سنگ‌اندازهای بالئاریک که به عنوان مزدور در ارتش‌های کارتاژی و رومی استفاده می‌شدند، به دلیل فاصله شلیک و دقت خود معروف بودند.

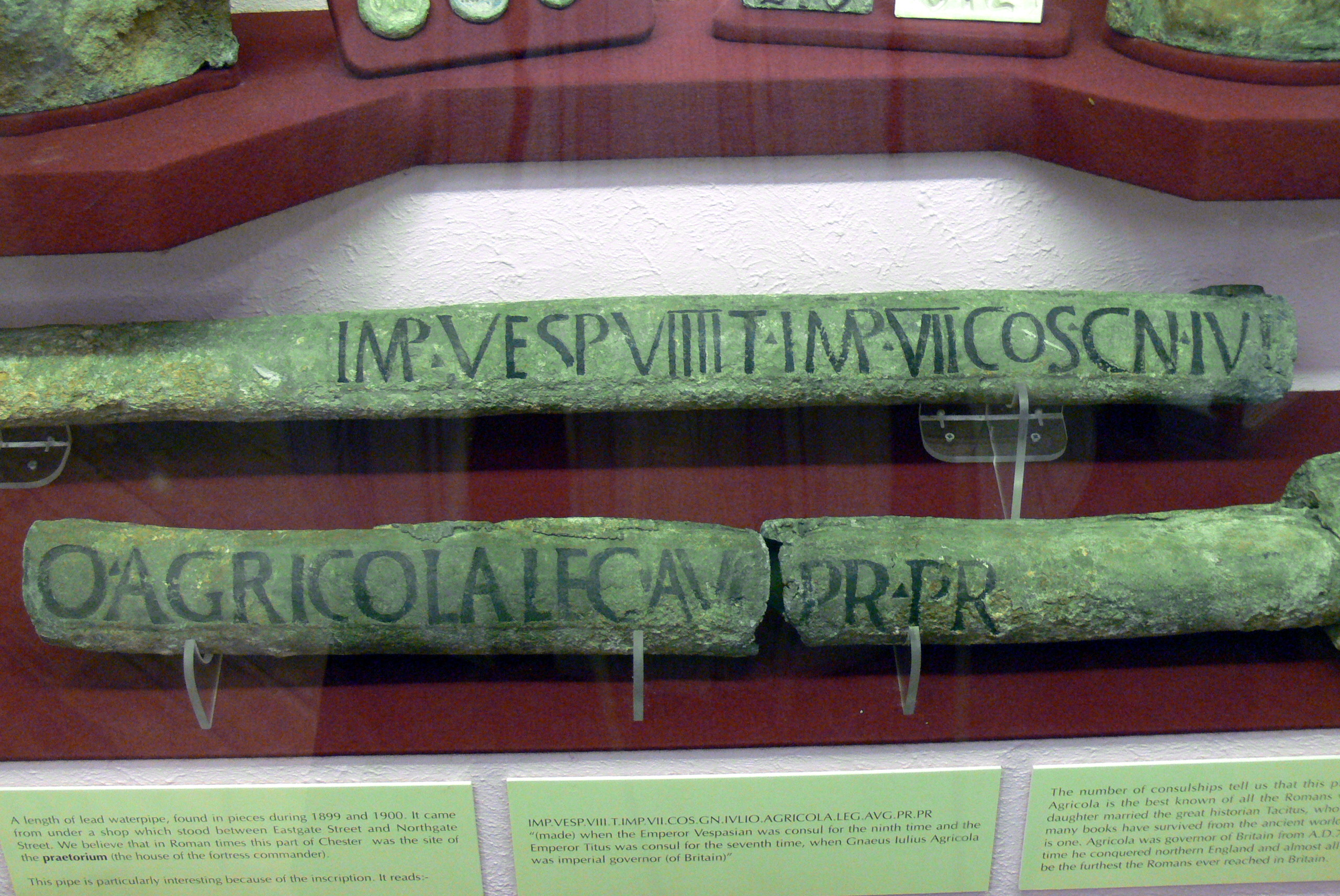
چاه‌های سربی رومی

سرب در ساخت لوله‌های آب در امپراتوری روم استفاده می‌شد؛ واژه لاتین این فلز، plumbum، منبع واژه انگلیسی «لوله‌کشی» است. سهولت کار با آن، نقطه ذوب پایین که امکان ساخت جوش‌های کاملاً ضدآب را فراهم می‌کرد، و مقاومت آن در برابر خوردگی باعث شد تا در سایر کاربردها مانند داروسازی، سقف‌سازی، سکه‌سازی و جنگاوری نیز به‌طور گسترده‌ای استفاده شود نویسندگان آن زمان، مانند کاتوی بزرگ، کولوملا و پلینیوس، استفاده از ظروف سربی (و سرب‌پوش) را برای تهیه شیره انگور افزوده شده به شراب و غذا توصیه می‌کردند. سرب طعمی مطلوب ایجاد می‌کرد زیرا «شکر سرب» (سرب(II) استات) ایجاد می‌کرد، در حالی که ظروف مسی طعمی تلخ به دلیل تشکیل سبز مسی داشتند.

این فلز بدون شک پر استفاده‌ترین ماده در دوران باستان کلاسیک بود و مناسب است که به این دوره به عنوان عصر سرب رومی اشاره کنیم. سرب برای رومی‌ها همان نقشی را داشت که پلاستیک برای ما دارد.

Heinz Eschnauer and Markus Stoeppler
"Wine—An enological specimen bank", 1992
نویسنده رومی ویترویوس خطرات سلامتی سرب را گزارش کرده است و نویسندگان مدرن اشاره کرده‌اند که مسمومیت با سرب ممکن است نقش عمده‌ای در سقوط امپراتوری روم غربی داشته باشد. برخی محققان این ادعاها را مورد انتقاد قرار داده‌اند و یادآور شده‌اند که تمامی درد شکمی به دلیل مسمومیت با سرب نیست. تحقیقات باستان‌شناسی نشان می‌دهند که لوله‌های رومی سطح سرب را در آب شیر افزایش دادند، اما این اثر «بعید است که واقعاً مضر بوده باشد». زمانی که مسمومیت با سرب رخ می‌داد، قربانیان را «ساتورنینی» می‌نامیدند، تاریک و بدبین، به یاد پدر وحشتناک خدایان، ساترن. به این ترتیب، سرب به عنوان پدر تمام فلزات شناخته می‌شد. وضعیت اجتماعی آن در روم پایین بود، زیرا به راحتی در دسترس و ارزان بود.

#### اشتباهات در تشخیص سرب و قلع و آنتیموان
از عصر برنز، فلزگران و مهندسان تفاوت بین قلع کمیاب و ارزشمند، که برای آلیاژ کردن با مس به منظور تولید برنز مقاوم و ضد خوردگی ضروری بود، و سرب "ارزان و شاد" را درک کرده‌اند. با این حال، نام‌گذاری در برخی زبان‌ها مشابه است. رومی‌ها به سرب plumbum nigrum ("سرب سیاه") و به قلع plumbum candidum ("سرب روشن") می‌گفتند. ارتباط سرب و قلع را می‌توان در دیگر زبان‌ها نیز مشاهده کرد: واژه olovo در زبان چکی به معنای "سرب" است، اما در زبان روسی، هم‌خانواده آن олово (olovo) به معنی "قلع" است. به علاوه، سرب ارتباط نزدیکی با آنتیموان داشت: هر دو عنصر معمولاً به صورت سولفید (گالن و استیبین) وجود دارند و اغلب با هم یافت می‌شوند. پلینیوس اشتباه نوشته بود که استیبنیت با حرارت دادن سرب تولید می‌کند، به جای آنتیموان. در کشورهایی مانند ترکیه و هند، نام اصیل فارسی surma به سولفید آنتیموان یا سولفید سرب اشاره دارد و در برخی زبان‌ها، مانند روسی، نام آنتیموان را به خود گرفته است (сурьма).

### قرون وسطی و رنسانس

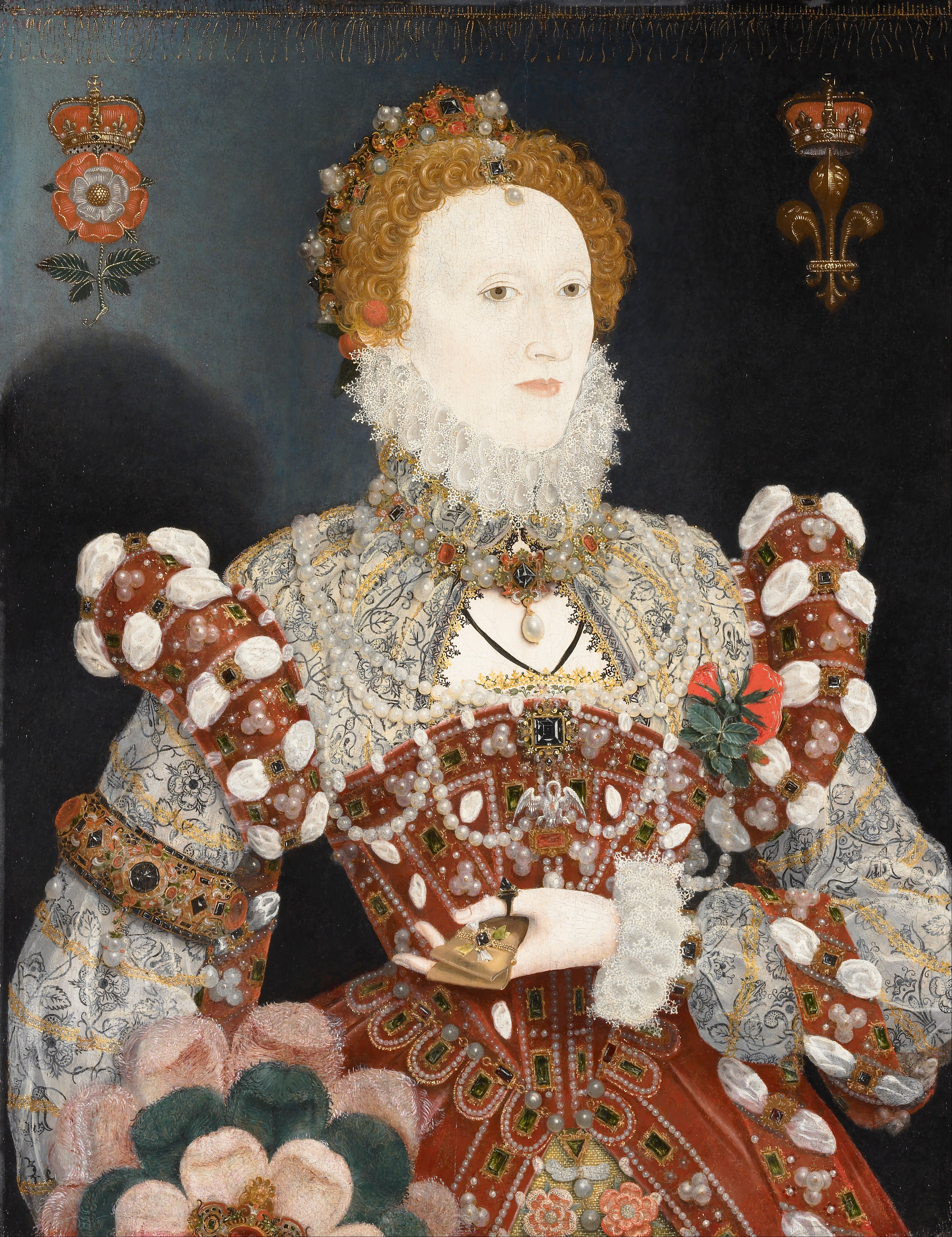
الیزابت یکم معمولاً با چهره‌ای سفید شده به تصویر کشیده می‌شد. تصور می‌شود که سرب در سفیدکننده‌های صورت به مرگ او کمک کرده است

استخراج سرب در اروپای غربی پس از سقوط امپراتوری روم غربی کاهش یافت، با اندلس (اسلامی) که تنها منطقه‌ای بود که تولید قابل توجهی داشت. بزرگ‌ترین تولید سرب در جنوب آسیا و شرق آسیا، به ویژه چین و هند، صورت گرفت که در آنجا استخراج سرب به سرعت رشد کرد.
در اروپا، تولید سرب از قرن یازدهم و دوازدهم شروع به افزایش کرد، زمانی که دوباره از آن برای سقف‌سازی و لوله‌کشی استفاده شد. از قرن سیزدهم، سرب برای تولید شیشه رنگی قرون وسطی به کار می‌رفت. در سنت‌های کیمیا و کیمیاگری و شیمی در اسلام قرون وسطی، سرب (نماد ♄ در سنت اروپایی) به عنوان یک فلز پایه ناخالص در نظر گرفته می‌شد که با جدا کردن، تصفیه و تعادل essences آن، می‌توان آن را به طلا خالص و ناب تبدیل کرد. در این دوره، استفاده از سرب به‌طور فزاینده‌ای برای آلوده‌سازی شراب رایج شد. استفاده از چنین شرابی در مراسم مسیحی توسط مهر و موم پاپ در ۱۴۹۸ ممنوع شد، اما همچنان مصرف می‌شد و منجر به مسمومیت‌های گسترده تا اواخر قرن هجدهم شد. سرب ماده اصلی در قسمت‌های چاپ فشاری بود و گرد و غبار سرب به‌طور معمول توسط کارگران چاپ استنشاق می‌شد که منجر به مسمومیت با سرب می‌شد. سرب همچنین ماده اصلی ساخت گلوله‌ها برای سلاح‌های آتشین شد: ارزان بود، آسیب کمتری به لوله‌های تفنگ آهنی وارد می‌کرد، چگالی بالاتری داشت (که اجازه می‌داد سرعت بهتری حفظ شود) و نقطه ذوب پایین آن تولید گلوله‌ها را آسان‌تر می‌کرد زیرا می‌توانستند با آتش چوبی ساخته شوند. سرب، به صورت سفیداب، به‌طور گسترده‌ای در لوازم آرایشی توسط اشراف‌زادگان اروپای غربی استفاده می‌شد، زیرا صورت‌های سفید به عنوان نشانه‌ای از تواضع محسوب می‌شدند. این روش بعدها به پرچم‌های سفید و خط چشم‌ها گسترش یافت و تنها با انقلاب فرانسه در اواخر قرن هجدهم از بین رفت. مد مشابهی در قرن هجدهم در ژاپن با ظهور گیشاها پدید آمد، که این سنت تا اوایل قرن بیستم ادامه یافت. صورت‌های سفید زنان «نماد فضیلت زنانگی آنها به عنوان زنان ژاپنی» شدند و سرب معمولاً در سفیدکننده‌ها استفاده می‌شد.

### خارج از اروپا و آسیا
در جهان جدید، تولید سرب بلافاصله پس از ورود استعمارگران اروپایی ثبت شد. اولین رکورد به سال ۱۶۲۱ در مستعمره ویرجینیا انگلیس بازمی‌گردد که چهارده سال پس از تأسیس آن بود. در استرالیا، اولین معدن افتتاح شده توسط استعمارگران در سال ۱۸۴۱ معدن سرب بود. در آفریقا، استخراج و ذوب سرب در Benue Trough و حوضه پایین حوضه کنگو شناخته شده بود، جایی که سرب برای تجارت با اروپایی‌ها و به‌عنوان ارز از قرن ۱۷ مورد استفاده قرار می‌گرفت، مدت‌ها پیش از تقسیم آفریقا.

### انقلاب صنعتی

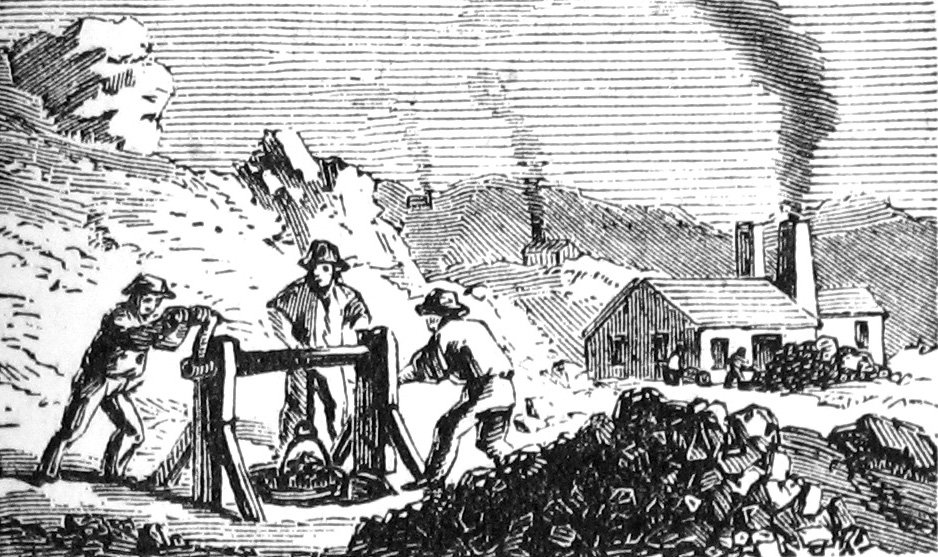
تصویر از استخراج سرب در منطقه بالایی رود می‌سی‌سی‌پی در ایالات متحده در سال ۱۸۶۵

در نیمه دوم قرن ۱۸، بریتانیا و بعدها کشورهای قاره‌ای اروپا و ایالات متحده شاهد انقلاب صنعتی بودند. این اولین باری بود که نرخ تولید سرب از دوران روم فراتر رفت. بریتانیا تولیدکننده پیشرو بود، اما تا میانه قرن ۱۹ با کاهش منابع معادن خود و توسعه استخراج سرب در آلمان، اسپانیا و ایالات متحده این جایگاه را از دست داد. تا سال ۱۹۰۰، ایالات متحده بزرگ‌ترین تولیدکننده جهانی سرب شد و کشورهای غیراروپایی نظیر کانادا، مکزیک و استرالیا شروع به تولید چشمگیر کردند؛ تولید خارج از اروپا از تولید در اروپا بیشتر شد. بخش زیادی از تقاضا برای سرب از لوله‌کشی و نقاشی‌ها بود—رنگ سرب به‌طور منظم استفاده می‌شد. در این زمان، افراد بیشتری در طبقه کارگر در معرض فلز قرار گرفتند و موارد مسمومیت با سرب افزایش یافت. این امر منجر به تحقیقاتی در مورد اثرات مصرف سرب شد. ثابت شد که مسمومیت با سرب در فرم بخار آن خطرناک‌تر از حالت فلز جامد است. مسمومیت با سرب و نقرس به هم مرتبط بودند؛ پزشک بریتانیایی آلفرد بارینگ گارود اشاره کرد که یک‌سوم از بیماران مبتلا به نقرس او لوله‌کش‌ها و نقاشان بودند. اثرات بلع مزمن سرب، از جمله اختلالات ذهنی، در قرن ۱۹ مطالعه شد. اولین قوانین برای کاهش مسمومیت با سرب در کارخانه‌ها در دهه‌های ۱۸۷۰ و ۱۸۸۰ در بریتانیا وضع شد.

### دوران معاصر

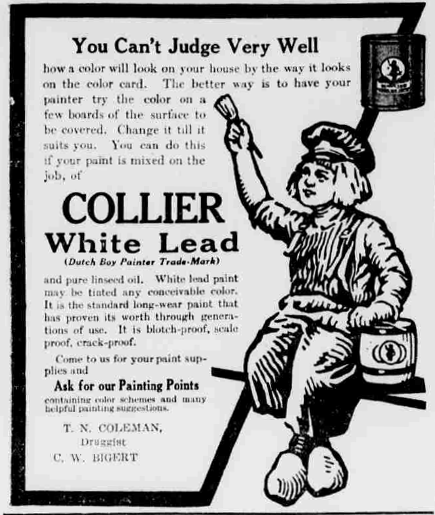
تصویر تبلیغاتی برای Dutch Boy رنگ سرب، ایالات متحده، ۱۹۱۲

شواهد بیشتری از تهدیدی که سرب برای انسان‌ها ایجاد می‌کرد در اواخر قرن ۱۹ و اوایل قرن ۲۰ کشف شد. مکانیزم‌های آسیب بهتر درک شدند، کوری ناشی از سرب ثبت شد و این عنصر از استفاده عمومی در ایالات متحده و اروپا خارج شد. بریتانیا با معرفی بازرسی‌های اجباری کارخانه‌ها در سال ۱۸۷۸ و انتصاب اولین بازرس پزشکی کارخانه‌ها در سال ۱۸۹۸؛ در نتیجه، کاهش ۲۵ برابری در موارد مسمومیت با سرب از ۱۹۰۰ تا ۱۹۴۴ گزارش شد. بیشتر کشورهای اروپایی تا سال ۱۹۳۰ رنگ سرب را برای استفاده در داخل ساختمان‌ها ممنوع کردند.
آخرین قرار گرفتن انسان‌ها در معرض سرب به افزودن تترااتیل‌سرب به بنزین به‌عنوان ضدکوبنده مربوط می‌شود، روشی که در ایالات متحده در سال ۱۹۲۱ آغاز شد.  این استفاده در ایالات متحده و اتحادیه اروپا تا سال ۲۰۰۰ از دور خارج شد.
در دهه ۱۹۷۰، ایالات متحده و کشورهای غربی اروپایی قوانین جدیدی برای کاهش آلودگی هوای ناشی از سرب وضع کردند. تأثیر این اقدام بسیار چشمگیر بود: در حالی که مطالعه‌ای که توسط مرکز کنترل و پیشگیری از بیماری (ایالات متحده) در ایالات متحده در سال‌های ۱۹۷۶–۱۹۸۰ انجام شد نشان داد که ۷۷٫۸٪ از جمعیت دارای سطح بالای lead blood level بودند، در سال‌های ۱۹۹۱–۱۹۹۴، مطالعه‌ای توسط همان مؤسسه نشان داد که سهم افرادی که دارای سطوح بالای سرب بودند به ۲٫۲٪ کاهش یافت. محصول اصلی ساخته‌شده از سرب تا پایان قرن ۲۰ باتری اسید-سرب بود.
از ۱۹۶۰ تا ۱۹۹۰، تولید سرب در بلوک غرب حدود ۳۱٪ افزایش یافت. سهم تولید جهانی سرب توسط بلوک شرق از ۱۰٪ به ۳۰٪ افزایش یافت، از ۱۹۵۰ تا ۱۹۹۰، با اتحاد جماهیر شوروی که در اواسط دهه ۱۹۷۰ و دهه ۱۹۸۰ بزرگ‌ترین تولیدکننده بود و چین که در اواخر قرن ۲۰ تولید سرب را به‌طور عمده آغاز کرد. برخلاف کشورهای کمونیستی اروپایی، چین تا میانه قرن ۲۰ عمدتاً غیرصنعتی بود؛ در سال ۲۰۰۴، چین استرالیا را به عنوان بزرگ‌ترین تولیدکننده سرب پشت سر گذاشت. مانند آنچه در دوران صنعتی شدن اروپا رخ داد، سرب تأثیر منفی بر سلامت در چین داشته است.

### تولید

تولید اولیه سرب از سال ۱۸۴۰

تا سال ۲۰۱۴، تولید سرب در سطح جهانی به دلیل استفاده از آن در باتری‌های اسید-سرب در حال افزایش بود. تولید سرب به دو دسته اصلی تقسیم می‌شود: اولیه از سنگ معدن و ثانویه از ضایعات. در سال ۲۰۱۴، ۴٫۵۸ میلیون تن متریک از تولید اولیه و ۵٫۶۴ میلیون تن از تولید ثانویه به دست آمد. سه تولیدکننده برتر کنسانتره معدن سرب در آن سال چین، استرالیا و ایالات متحده بودند. سه تولیدکننده برتر سرب تصفیه شده چین، ایالات متحده و هند بودند. طبق گزارش Metal Stocks in Society در سال ۲۰۱۰، مقدار کل سرب در حال استفاده، ذخیره‌شده، دور ریخته‌شده یا پخش‌شده به محیط زیست، به‌طور جهانی، ۸ کیلوگرم به ازای هر نفر است. بیشتر این مقدار در کشورهای پیشرفته (۲۰–۱۵۰ کیلوگرم به ازای هر نفر) نسبت به کشورهای کمتر توسعه‌یافته (۱–۴ کیلوگرم به ازای هر نفر) است.
فرآیندهای تولید اولیه و ثانویه سرب مشابه هستند. برخی از کارخانه‌های تولید اولیه اکنون عملیات خود را با استفاده از ضایعات سرب تکمیل می‌کنند و این روند احتمالاً در آینده افزایش خواهد یافت. با استفاده از تکنیک‌های مناسب، سرب به دست آمده از فرآیندهای ثانویه از سرب به دست آمده از فرآیندهای اولیه قابل تشخیص نیست. ضایعات سرب از صنعت ساختمان معمولاً نسبتاً تمیز است و بدون نیاز به ذوب مجدد، دوباره ذوب می‌شود، هرچند که گاهی نیاز به تصفیه دارد. تولید سرب ثانویه بنابراین ارزان‌تر از تولید اولیه است، اغلب تا ۵۰٪ یا بیشتر از نظر نیاز به انرژی.

### تولید اولیه
بیشتر سنگ‌های معدنی سرب درصد کمی از سرب دارند (سنگ‌های معدنی غنی معمولاً ۳–۸٪ محتوی سرب دارند) که باید برای استخراج تمرکز داده شوند. در مرحله اولیه پردازش، سنگ‌ها معمولاً خرد شده، از طریق جداسازی با وسط غلیظ، سنگ‌زنی، شناورسازی کف، خشک کردن می‌شوند. کنسانتره حاصل که معمولاً حاوی ۳۰–۸۰٪ سرب به ازای جرم (معمولاً ۵۰–۶۰٪) است، سپس به فلز سرب (ناخالص) تبدیل می‌شود.
دو روش اصلی برای انجام این کار وجود دارد: یک فرایند دو مرحله‌ای که شامل کلسینه‌کردن و سپس استخراج در کوره بلند است که در ظروف جداگانه انجام می‌شود؛ یا یک فرایند مستقیم که استخراج کنسانتره در یک ظرف واحد انجام می‌شود. روش دوم به‌طور معمول رایج‌تر است، هرچند روش اول هنوز هم مهم است.
| Country         | Output (thousand tons) |
| --------------- | ---------------------- |
| China           | 2,400                  |
| Australia       | 500                    |
| United States   | 335                    |
| Peru            | 310                    |
| Mexico          | 250                    |
| Russia          | 225                    |
| India           | 135                    |
| Bolivia         | 80                     |
| Sweden          | 76                     |
| Turkey          | 75                     |
| Iran            | 41                     |
| Kazakhstan      | 41                     |
| Poland          | 40                     |
| South Africa    | 40                     |
| North Korea     | 35                     |
| Ireland         | 33                     |
| Macedonia       | 33                     |
| Other countries | 170                    |

#### فرایند دو مرحله‌ای
ابتدا کنسانتره سولفیدی در هوای آزاد به منظور اکسید کردن سولفید سرب تشویه (متالورژی) می‌شود:
2 PbS(s) + 3 O2(g) → 2 PbO(s) + 2 SO2(g)↑
چون کنسانتره اولیه به‌طور کامل خالص نبوده است، فرایند تشویه نه تنها اکسید سرب (II) مورد نظر، بلکه مخلوطی از اکسیدها، سولفات‌ها و سیلیکات‌های سرب و سایر فلزات موجود در سنگ معدن را تولید می‌کند. این اکسید سرب ناخالص در یک کوره بلند با سوخت کک به فلز (ناخالص) تبدیل می‌شود:
2 PbO(s) + C(s) → 2 Pb(s) + CO2(g)↑
آلودگی‌ها عمدتاً شامل آرسنیک، آنتیموان، بیسموت، روی، مس، نقره و طلا هستند. معمولاً این آلودگی‌ها در یک سری فرآیندهای پیرومتالورژی حذف می‌شوند. مذاب در یک کوره بازتابشی با هوا، بخار و سولفور درمان می‌شود که آلودگی‌ها را اکسید کرده، به جز نقره، طلا و بیسموت. آلودگی‌های اکسید شده به سطح مذاب شناور شده و از آن جدا می‌شوند. نقره و طلا به‌طور اقتصادی با استفاده از فرایند Parkes process از فلز سرب جدا می‌شوند. در این فرایند، روی به سرب افزوده می‌شود. روی که در سرب حل نمی‌شود، نقره و طلا را حل می‌کند. محلول روی از سرب جدا شده و نقره و طلا بازیابی می‌شوند. سرب فاقد نقره با استفاده از فرایند Betterton–Kroll process از بیسموت پاک می‌شود، با درمان آن با فلزات کلسیم و منیزیم. سرب بیسموت‌دار که جدا می‌شود می‌تواند از سطح مذاب گرفته شود.
به‌جای فرآیندهای پیرومتالورژیکی، سرب بسیار خالص می‌تواند با استفاده از فرایند الکترولیتی Betts process به‌دست آید. آندها از سرب ناخالص و کاتدها از سرب خالص در یک الکترولیت فلوروسیلیکات سرب (PbSiF6) قرار می‌گیرند. وقتی پتانسیل الکتریکی اعمال می‌شود، سرب ناخالص در آند حل شده و به کاتد رسوب می‌کند و بیشتر آلودگی‌ها در محلول باقی می‌مانند. این فرایند هزینه بالایی دارد و بنابراین بیشتر برای تصفیه شمش‌هایی با درصد بالای آلودگی‌ها استفاده می‌شود.

#### فرایند مستقیم
در این فرایند، شمش سرب و سرباره مستقیماً از کنسانتره‌های سرب به‌دست می‌آید. کنسانتره سولفید سرب در کوره ذوب شده و اکسید می‌شود و منوکسید سرب را تشکیل می‌دهد. کربن (به صورت کک یا گاز زغال‌سنگ) به بار مذاب افزوده می‌شود همراه با فلاکس. منوکسید سرب در نتیجه این عمل به سرب فلزی کاهش می‌یابد، در حالی که سرباره‌ای غنی از منوکسید سرب در اطراف آن تشکیل می‌شود.
اگر ورودی غنی از سرب باشد، تا ۸۰٪ از سرب اصلی به صورت شمش به‌دست می‌آید؛ ۲۰٪ باقی‌مانده به صورت سرباره‌ای غنی از منوکسید سرب تشکیل می‌شود. برای خوراک با درجه پایین، تمام سرب می‌تواند به سرباره‌ای غنی از منوکسید سرب اکسید شود. سرب فلزی بیشتر از سرباره‌های غنی از سرب (۲۵–۴۰٪) از طریق احتراق سوخت غوطه‌ور یا تزریق، کاهش کمکی با کوره الکتریکی، یا ترکیبی از هر دو به‌دست می‌آید.

#### گزینه‌های جایگزین
تحقیقات برای فرایند استخراج سرب پاک‌تر و با مصرف انرژی کمتر ادامه دارد؛ یکی از معایب عمده این است که یا مقدار زیادی سرب به‌عنوان ضایعات از دست می‌رود، یا این گزینه‌ها منجر به محتوای بالای سولفور در فلز سرب حاصل می‌شوند. استخراج به روش هیدرومتالورژی، که در آن آند (شیمی)های سرب ناخالص در یک الکترولیت غوطه‌ور می‌شوند و سرب خالص به‌صورت الکترو وینینگ روی کاتد رسوب می‌کند، یک تکنیک است که ممکن است پتانسیل داشته باشد، اما در حال حاضر از نظر اقتصادی مقرون به صرفه نیست، مگر در مواردی که هزینه برق بسیار پایین باشد.

### ثانویه
فرایند ذوب، که بخش ضروری تولید اولیه است، در تولید ثانویه اغلب نادیده گرفته می‌شود. این فرایند تنها زمانی انجام می‌شود که سرب فلزی دچار اکسیداسیون قابل توجهی شده باشد. فرایند مشابه با تولید اولیه در کوره بلند یا کوره دوار است، با تفاوت اصلی این که بازده‌های آن بیشتر متغیر است: کوره‌های بلند سرب سخت (با ۱۰٪ آنتیموان) تولید می‌کنند، در حالی که کوره‌های بازتابی و کوره‌های دوار سرب نیمه‌سخت (با ۳–۴٪ آنتیموان) تولید می‌کنند.
فرایند ISASMELT یک روش ذوب جدیدتر است که می‌تواند به‌عنوان یک گسترش برای تولید اولیه عمل کند؛ پاسته باتری از باتری‌های سرب-اسید فرسوده (که شامل سولفات سرب و اکسیدهای سرب است) ابتدا سولفات آن با درمان با قلیایی از بین می‌رود، سپس در کوره‌ای که با زغال‌سنگ سوخته می‌شود و در حضور اکسیژن قرار دارد، درمان می‌شود، که سرب ناخالصی تولید می‌کند و آنتیموان رایج‌ترین آلودگی است. تصفیه سرب ثانویه مشابه با تصفیه سرب اولیه است؛ برخی از فرآیندهای تصفیه ممکن است بسته به ماده بازیافتی و احتمال آلودگی آن نادیده گرفته شوند.
از منابع سرب برای بازیافت، باتری‌های سرب-اسید مهم‌ترین هستند؛ لوله‌های سرب، ورق و پوشش‌های کابل نیز از اهمیت بالایی برخوردارند.

## کاربردها

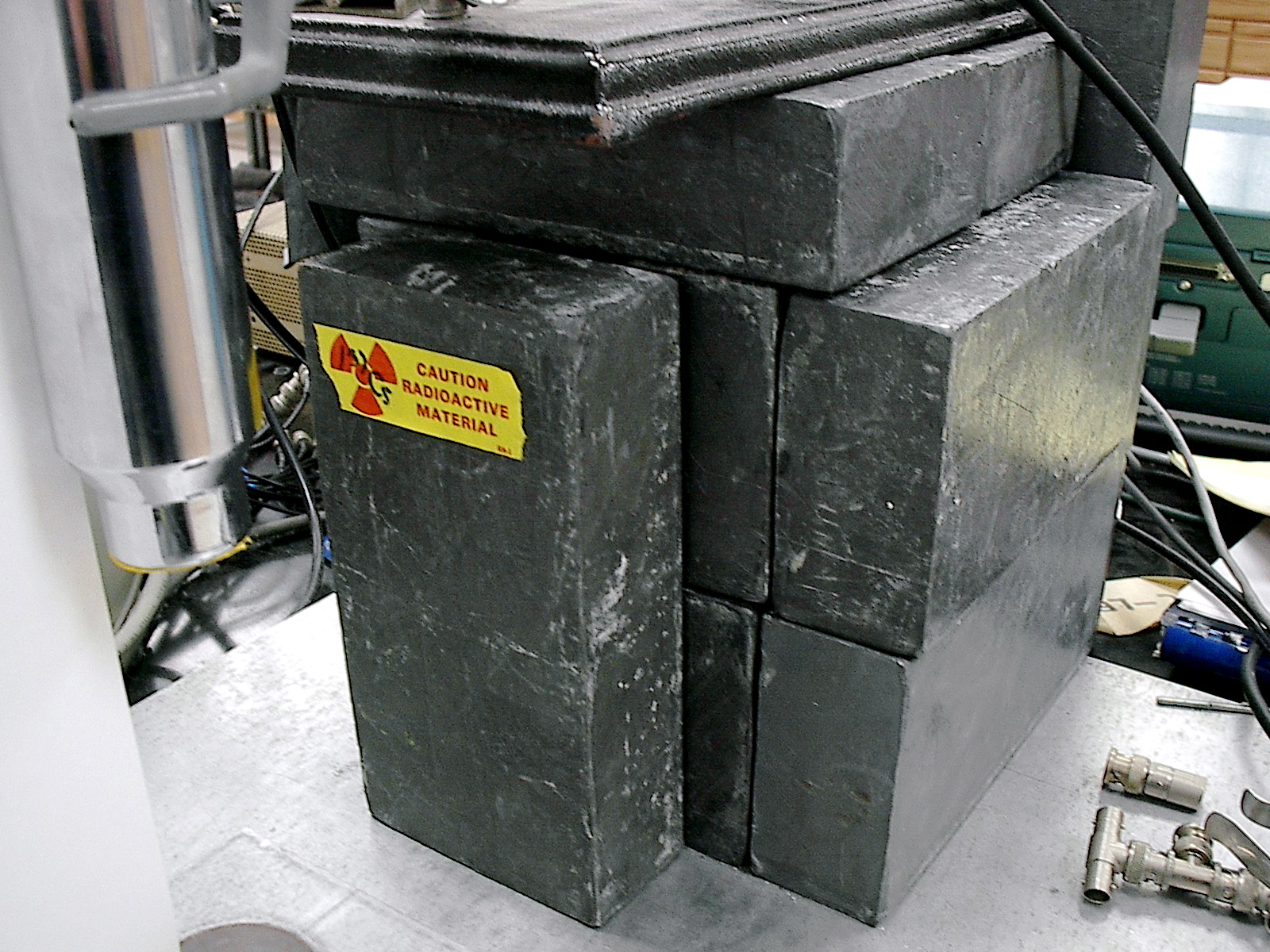
آجرهای سرب (آلیاژ شده با ۴٪ آنتیموان) برای محافظت در برابر تابش استفاده می‌شوند.

برخلاف باور عمومی، مغز مدادهای چوبی هرگز از سرب ساخته نشده است. زمانی که مداد به‌عنوان ابزاری برای نوشتن با گرافیت پیچیده‌شده ساخته شد، نوع خاصی از گرافیت که استفاده می‌شد به نام گرافیت (به‌طور تحت‌اللفظی مدل سرب) نام‌گذاری شد.

### فرم عنصری
فلز سرب دارای چندین ویژگی مکانیکی مفید است که شامل چگالی بالا، نقطه ذوب پایین، قابلیت کشسانی و عدم واکنش نسبی است. بسیاری از فلزات در برخی از این جنبه‌ها بر سرب برتری دارند، اما به‌طور کلی کمتر رایج بوده و استخراج آن‌ها از سنگ‌های معدنی دشوارتر است. سمیت سرب باعث شده که از برخی کاربردهای آن کاسته شود.
سرب از زمان اختراع گلوله‌ها در قرون وسطی برای ساخت گلوله‌ها استفاده شده است. این فلز ارزان است؛ نقطه ذوب پایین آن به این معناست که گلوله‌های اسلحه‌های کوچک و گلوله‌های تفنگ ساچمه‌ای می‌توانند با حداقل تجهیزات فنی ریخته‌گری شوند؛ همچنین چگالی آن بیشتر از سایر فلزات رایج است که این امر باعث می‌شود سرعت گلوله بهتر حفظ شود. این فلز همچنان ماده اصلی برای گلوله‌ها است که با فلزات دیگر به‌عنوان سخت‌کننده‌ها آلیاژ می‌شود. نگرانی‌هایی در مورد آسیب‌هایی که گلوله‌های سربی در شکار می‌توانند به محیط زیست وارد کنند، مطرح شده است. تفنگ ساچمه‌زنی کارتریج‌های تفنگ ساچمه‌ای استفاده‌شده برای شکار پرندگان آبزی باید امروز در ایالات متحده آمریکا، کانادا، و در اروپا.
چگالی بالا و مقاومت به خوردگی سرب در بسیاری از کاربردهای مرتبط بهره‌برداری شده است. از آن به‌عنوان ballast در کیل قایق‌های بادبانی استفاده می‌شود؛ چگالی آن به‌این معناست که می‌تواند حجم کمی اشغال کرده و مقاومت در برابر آب را حداقل کند، بنابراین اثر کج شدن باد روی بادبان‌ها را متعادل می‌کند. از آن در غواصی اسکوبا برای سیستم وزن‌دهی غواصی استفاده می‌شود تا بر شناوری غواص غلبه کند. در سال ۱۹۹۳، پایه برج کج پیزا با ۶۰۰ تن سرب تثبیت شد. به‌دلیل مقاومت در برابر خوردگی، سرب به‌عنوان غلاف محافظ برای کابل‌های زیرآبی استفاده می‌شود.

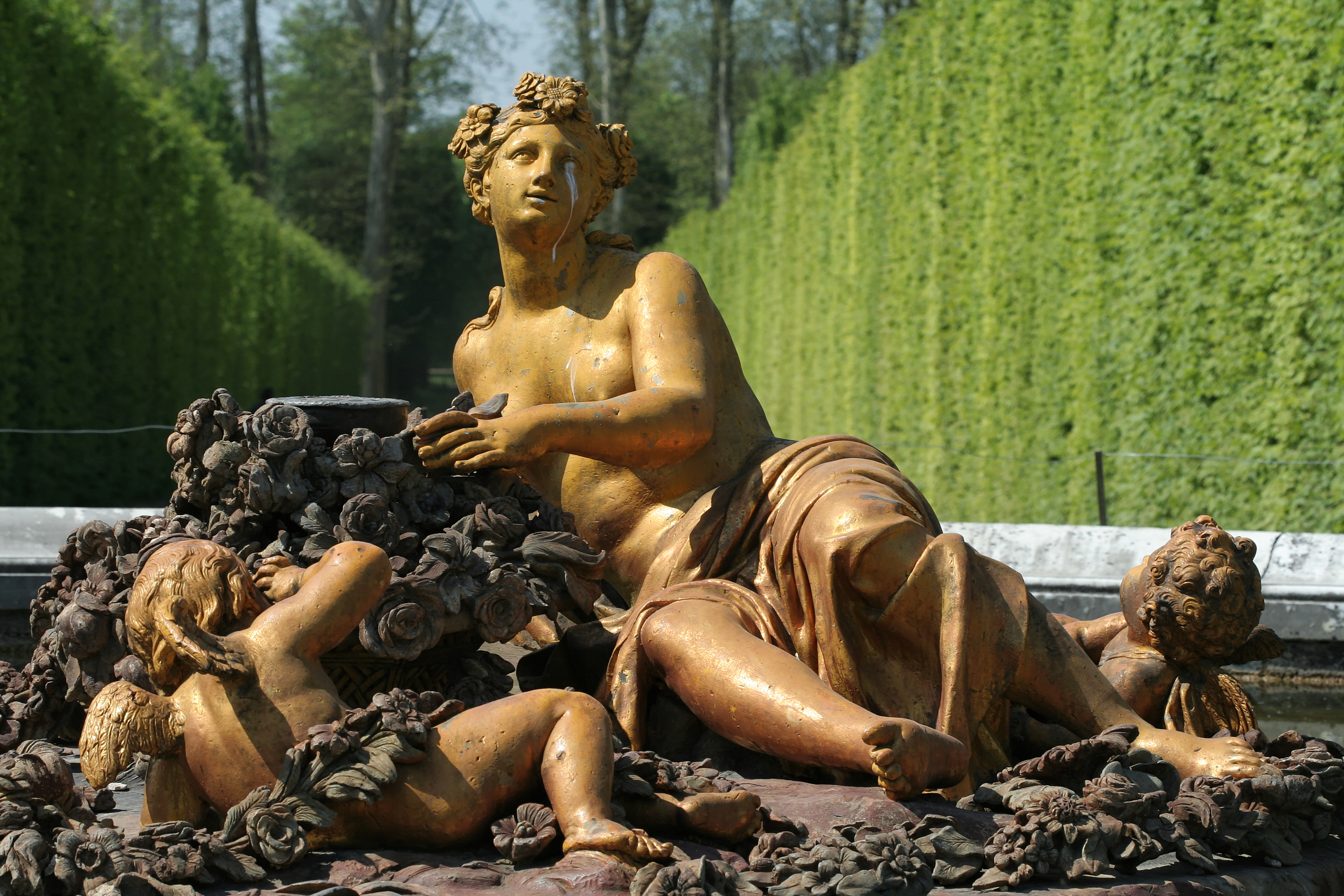
یک تندیس سربی پوشیده از طلا در قرن ۱۷

سرب کاربردهای زیادی در صنعت ساختمان دارد؛ ورق‌های سرب به‌عنوان فلزات معماری در مواد سقف‌سازی، پوشش‌دهی، آب‌بندی، آب‌ریزها و اتصالات آب‌ریزها، و دیوارهای بلند سقف استفاده می‌شوند. سرب هنوز در ساخت تندیس‌ها و مجسمه‌ها استفاده می‌شود، از جمله برای قاب‌ها. در گذشته، گاهی از آن برای متعادل‌سازی چرخ‌های خودرو استفاده می‌شد؛ به دلایل زیست‌محیطی، این استفاده در حال کنار گذاشته شدن است و به مواد دیگری ترجیح داده می‌شود.
سرب به آلیاژهای مس، مانند برنج (آلیاژ) و برنز اضافه می‌شود تا قابلیت ماشین‌کاری آن‌ها را بهبود بخشد و خواص روانکاری آن را افزایش دهد؛ زیرا سرب تقریباً در مس حل نمی‌شود، سرب در نواقص موجود در آلیاژ، مانند مرز دانه، به‌صورت گلوله‌های جامد تشکیل می‌شود. در غلظت‌های پایین، به‌علاوه نقش روان‌کننده‌ای که ایفا می‌کند، این گلوله‌ها از تشکیل براده هنگام کار روی آلیاژ جلوگیری کرده و به این ترتیب قابلیت ماشین‌کاری را بهبود می‌بخشند. آلیاژهای مس با غلظت‌های بالاتر سرب در یاتاقانها استفاده می‌شوند. سرب روانکاری فراهم می‌کند و مس از حمایت بار برخوردار است.
چگالی بالا، عدد اتمی، و قابلیت شکل‌دهی سرب، اساس استفاده از آن به‌عنوان یک مانع برای جذب صدا، ارتعاش و تابش را تشکیل می‌دهد. سرب هیچ فرکانس رزونانس طبیعی ندارد؛ به همین دلیل، ورق‌های سربی به‌عنوان لایه‌ای برای کاهش صدا در دیوارها، کف‌ها و سقف‌های استودیوهای صدا استفاده می‌شود. لوله‌های ارگان معمولاً از یک آلیاژ سرب ساخته می‌شوند که با مقادیر مختلفی از قلع ترکیب می‌شود تا صدای هر لوله کنترل شود. سرب به‌عنوان یک ماده محافظ سربی در برابر پرتو یونیزان در علوم هسته‌ای و در اتاق‌های اشعه ایکس به‌طور گسترده‌ای استفاده می‌شود به دلیل چگالی و ضریب جذب بالای آن. سرب مذاب به‌عنوان خنک‌کننده در رآکتور سریع خنک‌شده سرب استفاده شده است.

### باتری‌ها
بزرگ‌ترین استفاده از سرب در اوایل قرن بیست‌ویکم در باتری‌های اسید-سرب است. سرب در باتری‌ها تماس مستقیم با انسان ندارد، بنابراین نگرانی‌های کمتری در مورد سمیت آن وجود دارد. افرادی که در تولید باتری‌های سربی یا کارگاه‌های بازیافت آن‌ها کار می‌کنند ممکن است در معرض گرد و غبار سرب قرار گیرند و آن را استنشاق کنند. واکنش‌های موجود در باتری میان سرب، دی‌اکسید سرب و اسید سولفوریک منبع قابل اعتمادی از ولتاژ فراهم می‌آورد. ابرخازنهایی که باتری‌های اسید-سرب را دربردارند، در مقیاس کیلووات و مگاوات در استرالیا، ژاپن و ایالات متحده در کاربردهایی مانند تنظیم فرکانس، تسویه و تغییر خورشیدی، تسویه باد و دیگر کاربردها نصب شده‌اند. این باتری‌ها چگالی انرژی و کارایی شارژ-دشارژ کمتری نسبت به باتری‌های یون‌لیتیم دارند، اما به‌طور قابل توجهی ارزان‌تر هستند.

### پوشش برای کابل‌ها
سرب در کابل‌های برق با ولتاژ بالا به‌عنوان ماده پوسته‌ای برای جلوگیری از نفوذ آب به عایق استفاده می‌شود؛ این کاربرد در حال کاهش است زیرا استفاده از سرب در حال کنار گذاشته شدن است. استفاده از سرب در لحیم برای الکترونیک نیز در برخی کشورها در حال کاهش است تا میزان خطر زیست‌محیطی زباله‌ها کاهش یابد. سرب یکی از سه فلزی است که در آزمایش اودی برای مواد موزه‌ها استفاده می‌شود، که کمک می‌کند تا اسیدهای آلی، آلدهیدها و گازهای اسیدی شناسایی شوند.

### ترکیبات

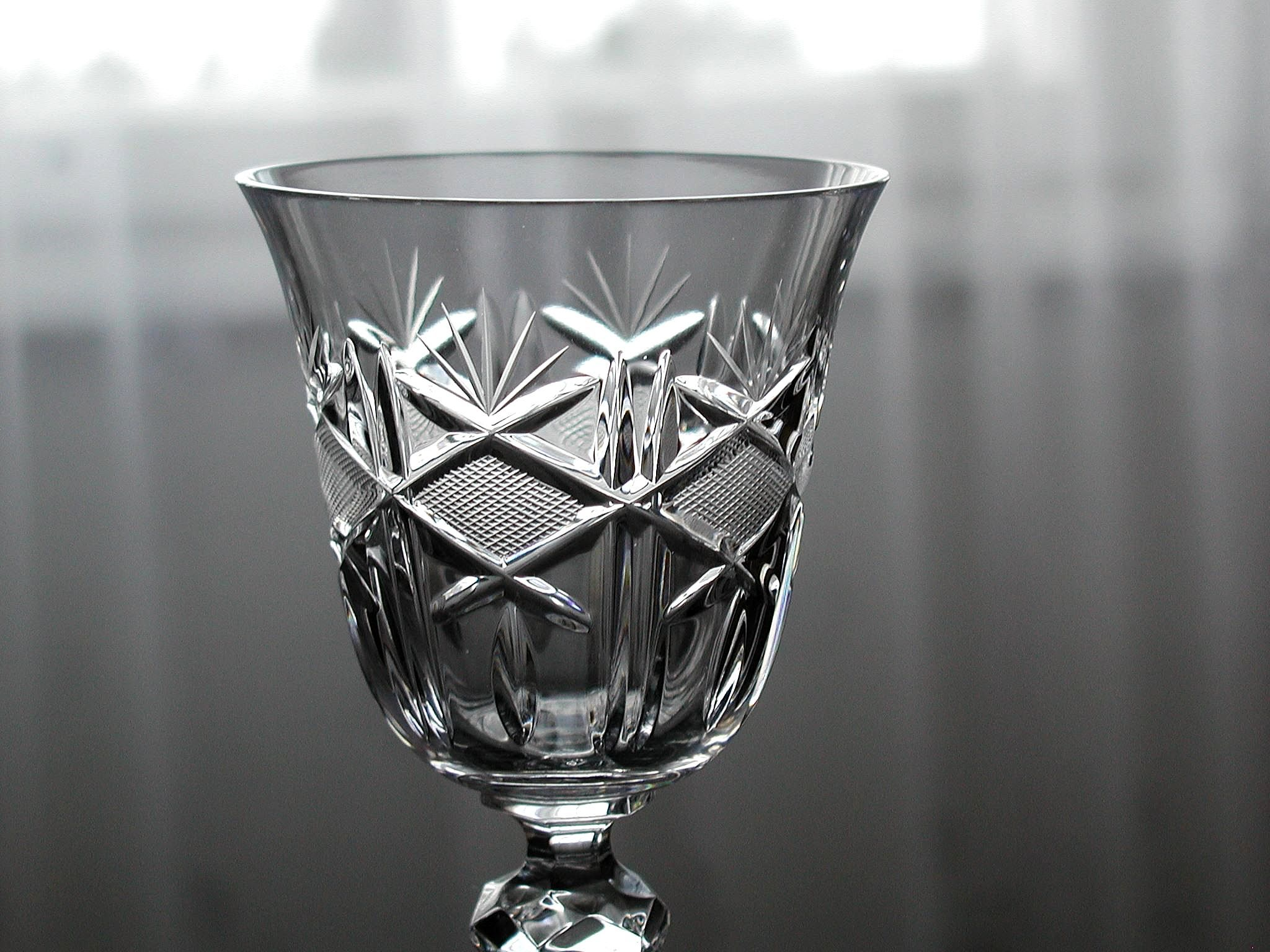
شیشه کریستال

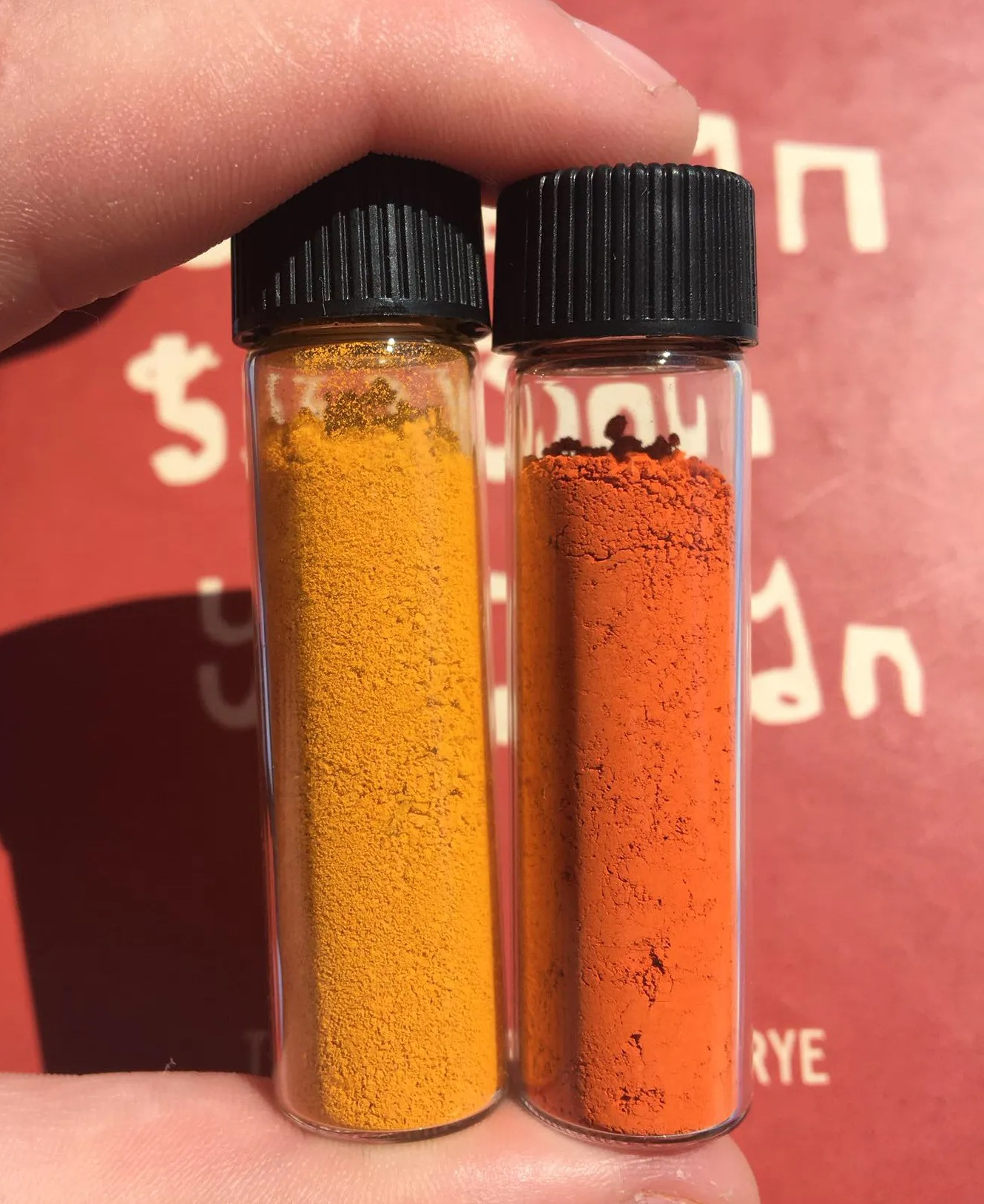
سرب(II) کرومات و سرنج

علاوه بر اینکه باتری‌های اسید-سرب اصلی‌ترین کاربرد سرب فلزی هستند، این باتری‌ها همچنین اصلی‌ترین مصرف‌کننده ترکیبات سربی نیز می‌باشند. واکنش ذخیره/انتشار انرژی در این دستگاه‌ها شامل سرب(II) سولفات و دی‌اکسید سرب است:
Pb(s) + PbO
2(s) + 2H
2SO
4(aq) → 2PbSO
4(s) + 2H
2O(l)
سایر کاربردهای ترکیبات سربی بسیار تخصصی هستند و اغلب در حال کاهش می‌باشند. عوامل رنگ‌دهنده مبتنی بر سرب در لعابها و شیشه‌ها استفاده می‌شوند، به‌ویژه برای سایه‌های قرمز و زرد. در حالی که رنگ‌های سربی در اروپا و آمریکای شمالی کنار گذاشته شده‌اند، هنوز در کشورهای کمتر توسعه‌یافته‌ای مانند چین، هند، یا اندونزی استفاده می‌شوند. سرب تترااستات و دی‌اکسید سرب به‌عنوان عوامل اکسیدکننده در شیمی آلی استفاده می‌شوند. سرب به‌طور مکرر در پوشش پلی‌وینیل کلراید کابل‌های الکتریکی استفاده می‌شود. همچنین می‌تواند برای درمان فتیله‌های شمع استفاده شود تا سوزاندن یکنواخت و طولانی‌تری فراهم آورد. به دلیل سمیت آن، تولیدکنندگان در اروپا و آمریکای شمالی از جایگزین‌هایی مانند روی استفاده می‌کنند. شیشه کریستال از ۱۲–۲۸٪ اکسید سرب (II) تشکیل شده است که ویژگی‌های اپتیکی آن را تغییر می‌دهد و انتقال تابش یونیزه‌کننده را کاهش می‌دهد، ویژگی‌ای که در تلویزیون‌ها و مانیتورهای قدیمی با لامپ پرتوی کاتدی استفاده می‌شد. نیمه‌رساناهای مبتنی بر سرب مانند تلورید سرب و سلنید سرب در سلول‌های فتوولتائیک و آشکارسازهای فروسرخ استفاده می‌شوند.

## اثرات بیولوژیکی
سرب هیچ نقش بیولوژیکی تأیید شده‌ای ندارد و هیچ سطح ایمنی تأیید شده‌ای برای قرارگیری در معرض سرب وجود ندارد. مطالعه‌ای که در سال ۲۰۰۹ توسط کانادا و آمریکا انجام شد، به این نتیجه رسید که حتی در سطوحی که به نظر می‌رسد خطر کمی دارند یا هیچ خطری ندارند، سرب می‌تواند «نتایج منفی در سلامت روانی» ایجاد کند. شیوع آن در بدن انسان—به‌طور متوسط ۱۲۰ میلی‌گرم در بزرگسالان—فقط از روی (۲۵۰۰ میلی‌گرم) و آهن (۴۰۰۰ میلی‌گرم) بیشتر است و تنها فلزات سنگین می‌باشند. نمک (شیمی)های سرب به‌طور بسیار مؤثری توسط بدن جذب می‌شوند. مقدار کمی از سرب (۱٪) در استخوان‌ها ذخیره می‌شود؛ بقیه آن در ادرار و مدفوع طی چند هفته از قرارگیری در معرض، دفع می‌شود. حدود یک‌سوم از سرب در بدن کودک دفع می‌شود. قرارگیری مداوم در معرض سرب می‌تواند منجر به زیست‌انباشتگی آن شود.

### سمیت
سرب یک فلز بسیار سمی است (چه استنشاق شود و چه بلعیده شود) و تقریباً تمام ارگان‌ها و سیستم‌های بدن انسان را تحت تأثیر قرار می‌دهد. در سطوح هوایی ۱۰۰ میلی‌گرم بر مترمکعب، سرب بلافاصله برای زندگی و سلامت خطرناک است. بیشتر سرب بلعیده‌شده در خون جذب می‌شود. علت اصلی سمیت سرب تمایل آن به اختلال در عملکرد صحیح آنزیم‌ها است. این کار را با پیوستن به تیول (شیمی) موجود در بسیاری از آنزیم‌ها انجام می‌دهد، یا با شبیه‌سازی و جابجایی فلزات دیگر که به‌عنوان کوفاکتور (بیوشیمی) در بسیاری از واکنش‌های آنزیمی عمل می‌کنند. فلزات ضروری که سرب با آن‌ها تعامل دارد شامل کلسیم، آهن و روی است. سطوح بالای کلسیم و آهن معمولاً برخی حفاظت از مسمومیت با سرب فراهم می‌کنند؛ سطوح پایین آن‌ها باعث افزایش حساسیت به سرب می‌شود.

### اثرات
سرب می‌تواند آسیب شدیدی به مغز و کلیه‌ها وارد کرده و در نهایت منجر به مرگ شود. با تقلید از کلسیم، سرب قادر است از سد خونی مغزی عبور کند. این عنصر باعث تخریب غلاف‌های میلین در نورونها، کاهش تعداد آن‌ها، اختلال در مسیرهای ناقل عصبی و کاهش رشد نورونی می‌شود. در بدن انسان، سرب آنزیم‌های پروفوبیلیروژن سنتاز و فروکلاتاز را مهار کرده و از تشکیل پروفوبیلیروژن و ترکیب آهن با پروتوپرفیرین IX، که آخرین مرحله در سنتز هم است، جلوگیری می‌کند. این امر منجر به سنتز ناکارآمد هم و ایجاد کم‌خونی میکروسیتیک می‌شود.

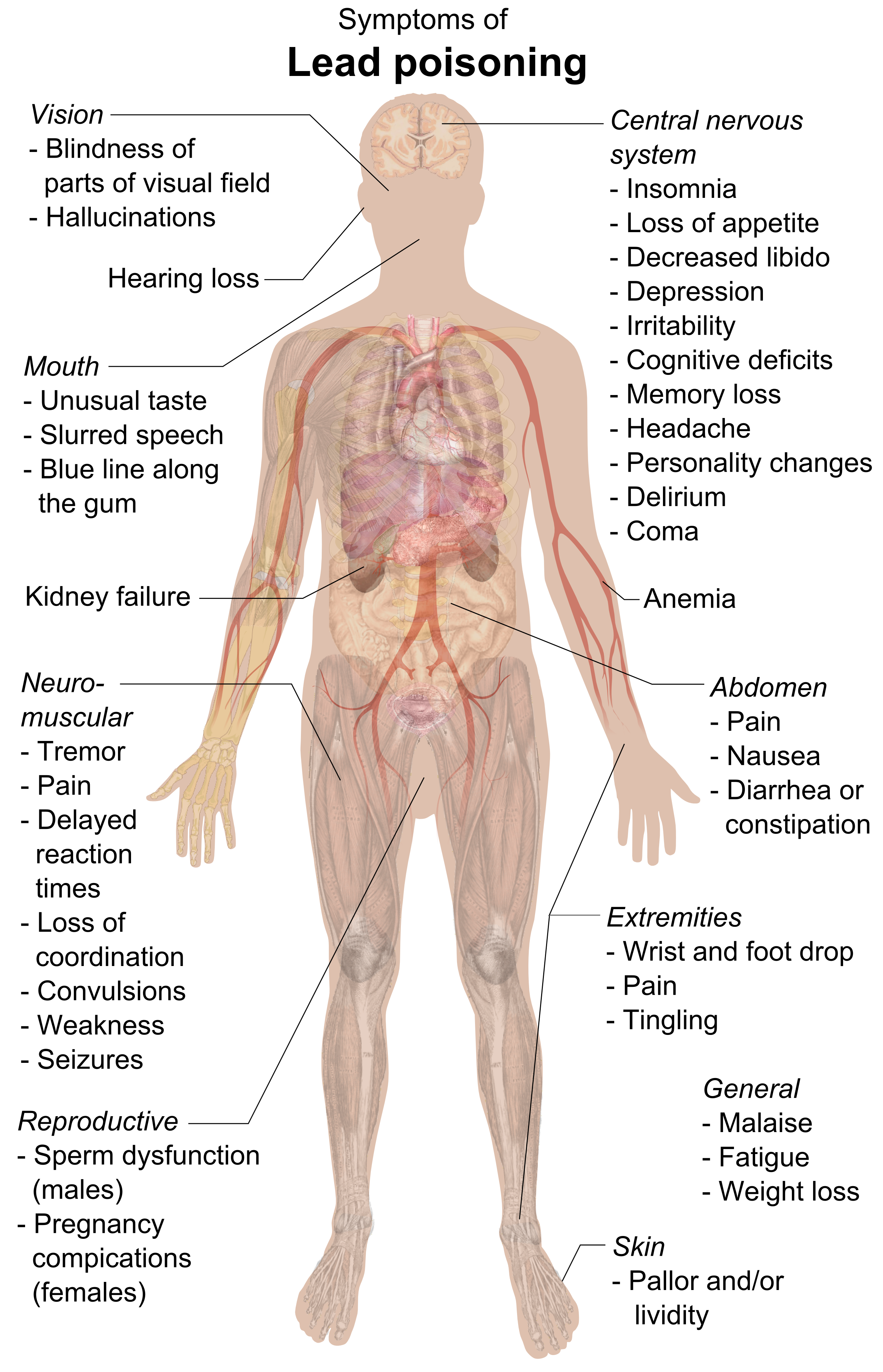
نشانه‌های مسمومیت با سرب

علائم مسمومیت با سرب شامل بیماری کلیوی، دردهای شکمی شبیه کولیک و احتمالاً ضعف در انگشتان، مچ یا مچ پا است. افزایش اندک فشار خون، به‌ویژه در افراد میانسال و سالمند، ممکن است آشکار باشد و می‌تواند به کم‌خونی منجر شود. چندین مطالعه، عمدتاً مقطعی، ارتباط بین افزایش مواجهه با سرب و کاهش تغییرپذیری ضربان قلب را نشان داده‌اند. در زنان باردار، قرارگیری در معرض مقادیر زیاد سرب ممکن است منجر به سقط جنین شود. همچنین مواجهه مزمن و شدید با سرب می‌تواند موجب کاهش باروری در مردان شود.
در مغز در حال رشد کودکان، سرب در تشکیل سیناپس در قشر مغز، رشد مواد شیمیایی عصبی (از جمله ناقل‌های عصبی) و سازماندهی مجرای یونی اختلال ایجاد می‌کند. قرارگیری در معرض سرب در دوران کودکی با افزایش خطر اختلالات خواب و خواب‌آلودگی بیش از حد در دوران بعدی زندگی مرتبط است. سطح بالای سرب در خون با تأخیر در بلوغ دختران ارتباط دارد. افزایش و کاهش سطح مواجهه با سرب موجود در هوا، ناشی از احتراق تترااتیل سرب در بنزین طی قرن بیستم، با نوسانات تاریخی در سطح جرم و جنایت مرتبط دانسته شده است.

### منابع مواجهه

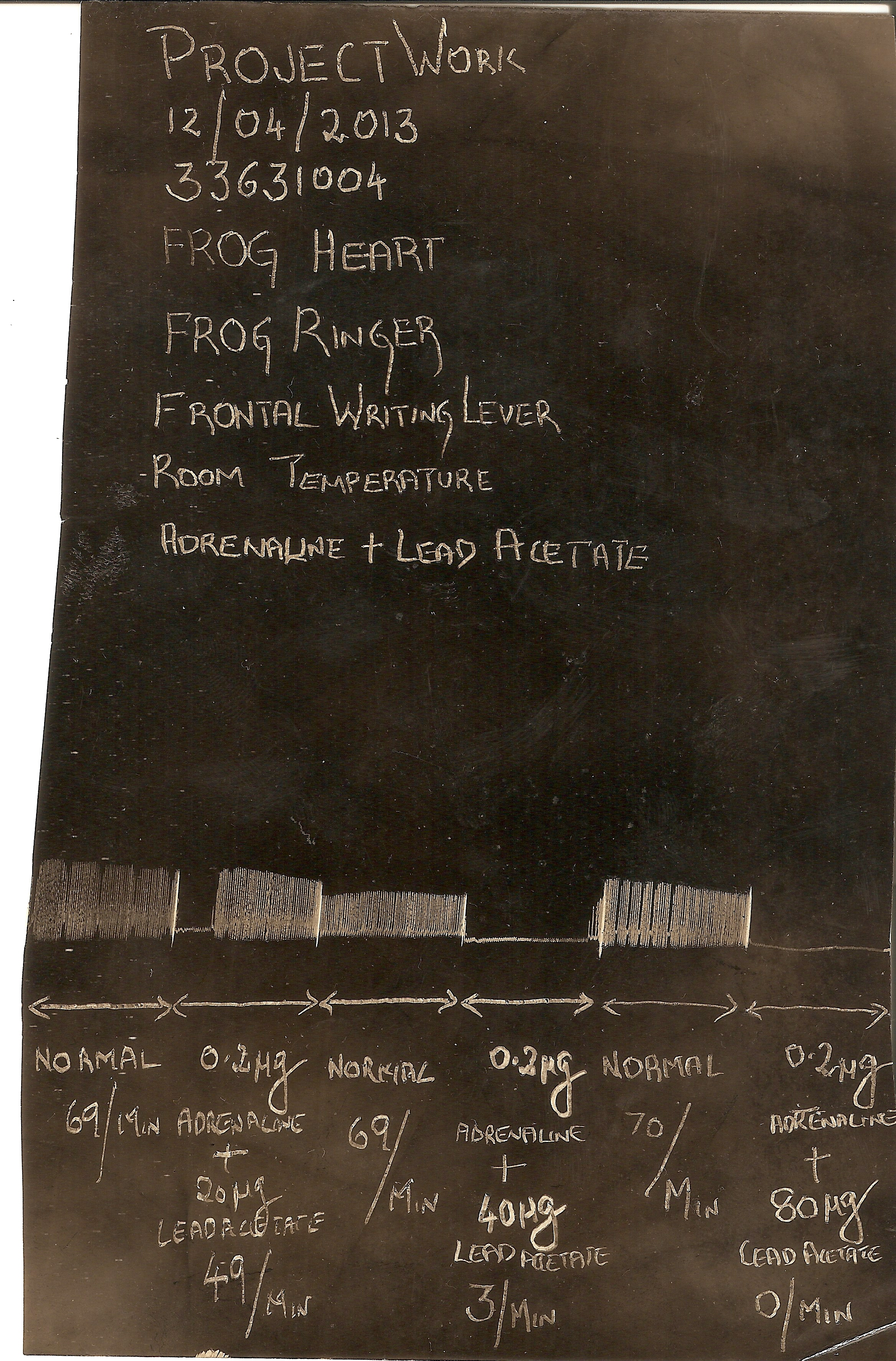
ثبت کیموگرافی اثر استات سرب بر روی قلب قورباغه در یک آزمایش

## تأثیرات زیست‌محیطی

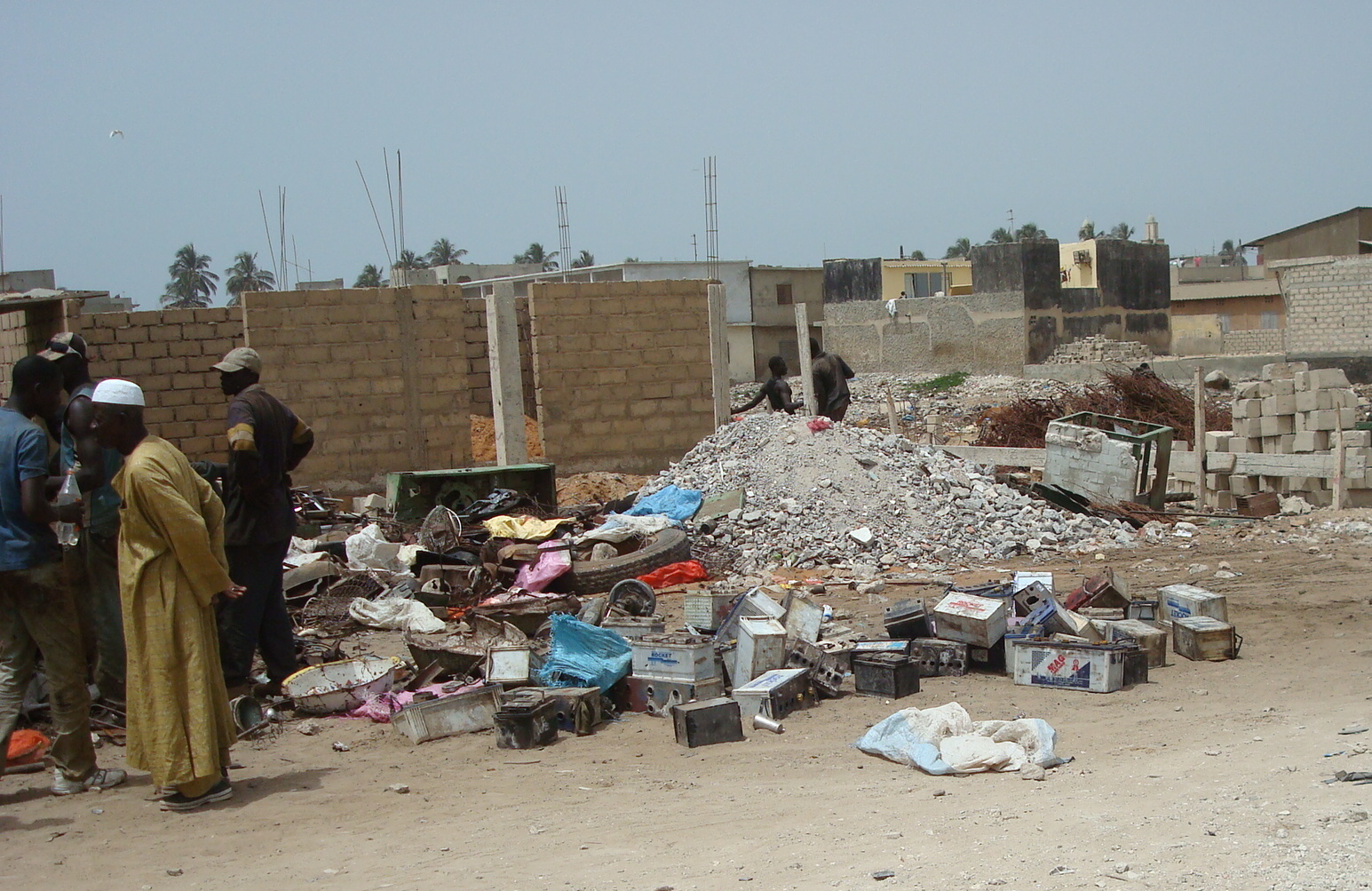
محل جمع‌آوری باتری در داکار، سنگال، جایی که در سال ۲۰۰۸ حداقل ۱۸ کودک بر اثر مسمومیت با سرب جان باختند.

## محدودیت‌ها و روش‌های کاهش آلودگی

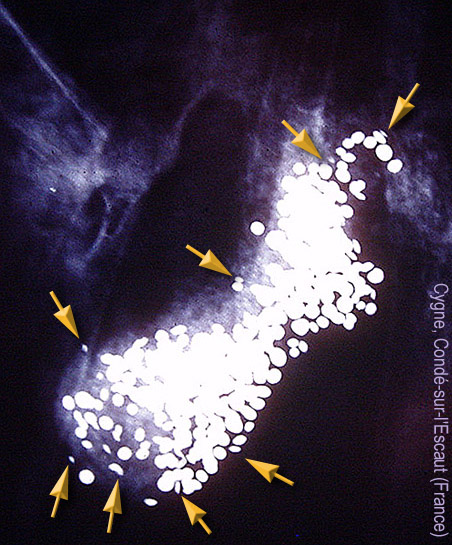
تصویر رادیولوژی از یک قوی مرده در کُنده-سور-لِسکو (شمال فرانسه) که وجود ساچمه‌های سربی را نشان می‌دهد. صدها گلوله سربی در بدن این پرنده دیده می‌شود (در حالی که تنها دوازده عدد می‌تواند یک قوی بالغ را ظرف چند روز از بین ببرد). چنین لاشه‌هایی از منابع آلودگی محیط‌زیست به سرب محسوب می‌شوند.